# Volksstaat Württemberg
Der freie Volksstaat Württemberg war ein Land des Deutschen Reiches während der Weimarer Republik. Am Ende des Ersten Weltkriegs wurde durch die – in Württemberg unblutige – Novemberrevolution aus dem Königreich Württemberg ein Volksstaat. Die Grenzen blieben dabei unverändert, ebenso die Landesverwaltung. Württemberg war laut der neuen Verfassung von 1919, welche diejenige des Königreichs von 1819 ersetzte, weiterhin ein Gliedstaat des Deutschen Reiches und besaß nun die Staatsform einer demokratischen Republik, was im Verfassungstext mit den Worten freier Volksstaat umschrieben wurde.
Die politische Entwicklung des Landes in den turbulenten Weimarer Jahren war geprägt von Kontinuität und Stabilität. Die drei Legislaturperioden des württembergischen Landtages von 1920 bis 1932 erreichten anders als der Reichstag jeweils die von der Verfassung vorgesehene Dauer von vier Jahren. Die Sozialdemokraten verloren im Unterschied zum Nachbarland Baden früh ihren Einfluss auf die Regierungspolitik. Von 1924 bis 1933 regierte in Stuttgart eine konservativ geprägte Koalition. Die wirtschaftliche Entwicklung Württembergs verlief in den 1920er Jahren trotz der Krisen günstiger als in den anderen deutschen Ländern. Die Landeshauptstadt Stuttgart war ein aufstrebendes kulturelles und wirtschaftliches Zentrum.
Durch die Machtergreifung der Nationalsozialisten im Jahr 1933 wurde in Württemberg die Demokratie beseitigt und die verfassungsmäßige Ordnung des Landes aufgehoben. Die Verfassung Württembergs als freier Volksstaat dauerte somit lediglich von 1919 bis 1933. Die staatliche Kontinuität des Landes endete im Jahr 1945. Die danach gebildeten Länder Württemberg-Baden und Württemberg-Hohenzollern gingen 1952 im heutigen Bundesland Baden-Württemberg auf.

## Geografie
Das Staatsgebiet Württembergs war ein Teil des Deutschen Reichs. Die Gesamtfläche betrug 19.508 km². Die Außengrenze hatte eine Gesamtlänge von 1800 Kilometern mit einer Vielzahl territorialer Besonderheiten. Im Osten grenzte Württemberg an den Freistaat Bayern, im Norden und Westen an die Republik Baden und im Süden an die Hohenzollernschen Lande, die zum Freistaat Preußen gehörten, sowie an den Bodensee. Durch die hessische Exklave Wimpfen besaß Württemberg auch eine gemeinsame Grenze mit dem Volksstaat Hessen. Die geografischen Gegebenheiten des Volksstaats Württemberg waren ansonsten dieselben wie zu den Zeiten des Königreichs und werden dort im Kapitel Geografie (Königreich Württemberg) näher beschrieben.

## Geschichte

### Entstehung
Der Volksstaat Württemberg entstand am Ende des Ersten Weltkriegs durch die Beseitigung der bestehenden Konstitution des Königreichs Württemberg. Zwar wurde dabei die staatliche Kontinuität des Landes nicht unterbrochen, aber einige der bisherigen Selbstverwaltungsrechte gingen in der Folge an das Deutsche Reich über. Vertreter der Württembergischen Volkspartei dachten bereits Ende der 1880er Jahre über „Die Ablösung der Krone“ nach, wie ein Titel im Beobachter, der Zeitung der Volkspartei, überschrieben war. Der Autor dieses Artikels war Karl Mayer. 1907 vertrat Conrad Haußmann erneut den Gedanken einer württembergischen Republik, fand aber in seiner Partei keine große Zustimmung. Selbst die württembergischen Sozialdemokraten waren in dieser Frage nicht so entschieden, wie zu erwarten gewesen war. In der Stuttgarter SPD-Parteizeitung Schwäbische Tagwacht Nummer 160 vom 13. Juli 1906 wurde unter der Überschrift „Demokratie oder Monarchie“ ausgeführt, dass man sich anstelle einer Republik in Württemberg auch eine parlamentarische Monarchie gut vorstellen könne. Diese wurde jedoch auch im liberalen Württemberg bis zum November 1918 keine Wirklichkeit.

#### Die Vorgeschichte der württembergischen Revolution
Nach über vier Jahren Krieg herrschten in Deutschland große Unzufriedenheit und Verbitterung in weiten Teilen der Bevölkerung, insbesondere seit die Oberste Heeresleitung Ende September 1918 einräumen musste, dass der Krieg verloren war. Bis zu diesem Zeitpunkt war der Öffentlichkeit stets ein für die Mittelmächte siegreicher Ausgang des Weltkriegs in Aussicht gestellt worden.
Als klar wurde, dass vier Jahre Entbehrungen, Not und Leid vergeblich gewesen waren, ergriff auch die Württemberger eine deutlich negative Grundstimmung. Am 26. Oktober 1918 versammelte sich etwa die Hälfte der 8000 Arbeiter in der Rüstungsindustrie um Friedrichshafen auf dem dortigen Marktplatz, um für den Frieden zu demonstrieren. In Stuttgart kam es am 30. Oktober 1918 zu einer von der USPD veranstalteten Kundgebung, bei der der Reichstagsabgeordnete Ewald Vogtherr und der Stuttgarter Spartakistenführer Fritz Rück vor 5000 Zuhörern redeten. Danach wurde ein Manifest des Spartakusbunds verlesen, in dem die Auflösung des Reichstags und aller Landtage gefordert wurde. An deren Stelle sollte ein Volksparlament aus Soldaten, Arbeitern und Bauern treten. Der Kundgebung folgte ein Demonstrationszug, dem sich jedoch nur 2000 Zuhörer anschlossen.
Am 3. November versammelten sich über 3000 Menschen auf dem Cannstatter Wasen in Erwartung einer Rede Karl Liebknechts. Die Ankündigung erwies sich für die Wartenden als enttäuschende Falschmeldung, da sich Liebknecht nicht in Stuttgart aufhielt. Am 4. November 1918 gab es auf Initiative der Spartakisten eine Großdemonstration in Stuttgart, bei der über 10.000 Arbeiter und Arbeiterinnen durch die Innenstadt zogen und eine Ansprache von Fritz Rück auf dem Schloßplatz hörten, in welcher die Abdankung des Kaisers Wilhelm II. und auch von Württembergs König Wilhelm gefordert wurde. An diesem Tag bildete sich in Stuttgart ein Arbeiter- und Soldatenrat. Dessen Organ war ab 5. November das Mitteilungsblatt Die Rote Fahne.
Während es in Stuttgart bis zum 9. November wieder ruhig blieb, kam es in Friedrichshafen am 5. und 6. November zu einem Generalstreik. Ein Sprecher der USPD forderte vor 4000 Zuhörern einen sofortigen Waffenstillstand. Am 5. November wurde auch in Friedrichshafen ein Arbeiter- und Soldatenrat gebildet. Infolge dieser Ereignisse trat die bisherige württembergische Regierung unter dem nationalliberalen Ministerpräsidenten Karl von Weizsäcker am 6. November 1918 zurück, um einer parlamentarischen Regierung Platz zu machen.

#### Anordnung des Königs

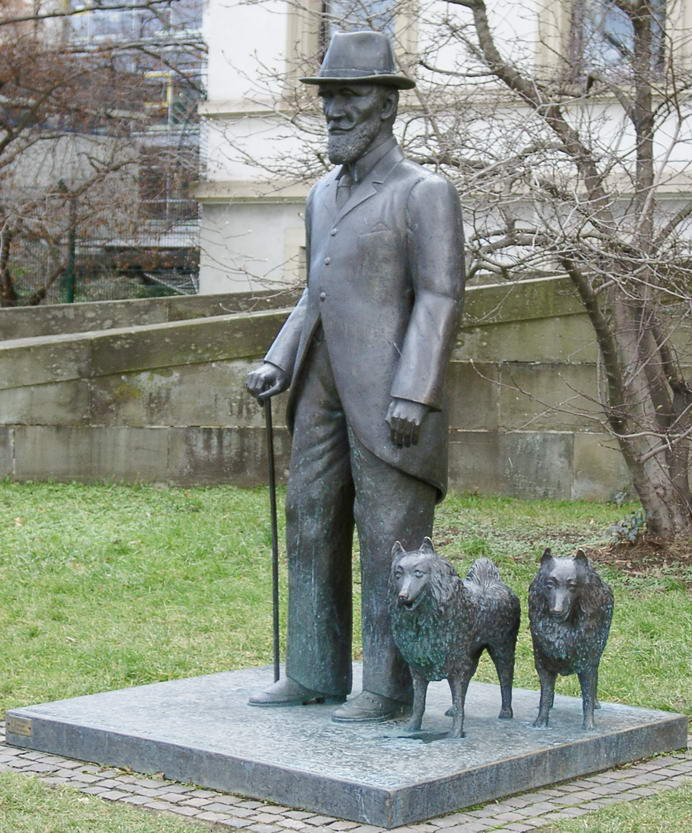
König Wilhelm II. von Württemberg
Denkmal von Hermann-Christian Zimmerle vor dem Wilhelmspalais in Stuttgart

Das neue königliche Staatsministerium unter dem Demokratisch-Liberalen Theodor Liesching ordnete am 9. November 1918 im Namen König Wilhelms II. eine konstituierende Landesversammlung an, die nach allgemeiner, gleicher, direkter und geheimer Wahl durch alle württembergischen Staatsangehörigen, die das 24. Lebensjahr vollendet hatten, gewählt werden sollte. Die Aufgabe der Versammlung war, eine Verfassung auf demokratischer Grundlage auszuarbeiten. Auf diese Weise sollte über die künftige Regierungsform Württembergs entschieden werden. In der Anordnung heißt es durch den König, der beim Volke sehr beliebt gewesen war, „... daß seine Person niemals ein Hindernis einer von der Mehrheit des Volkes geforderten Entwicklung sein wird, wie er auch bisher seine Aufgabe einzig darin erblickt hat, dem Wohl und den Wünschen seines Volkes zu dienen.“ Diese Ankündigung, wohl unter dem Eindruck der bereits am 7. November in München, Braunschweig und anderen deutschen Großstädten ausgebrochenen Revolution entstanden, sollte einer Revolution in Stuttgart vorbeugen. Die Anordnung war am Tag der Veröffentlichung bereits Makulatur, denn an diesem 9. November kam es in Stuttgart unter dem Eindruck der Nachrichten aus Berlin am Nachmittag ebenfalls zur Revolution. Der Volksstaat Württemberg wurde gebildet.

#### Die Revolution am 9. November 1918 in Stuttgart und ihre Folgen
Am Vormittag des 9. November formierte sich in Stuttgart eine von MSPD und USPD getragene Großdemonstration. Neben anderen sprach Wilhelm Keil (MSPD) am Vormittag auf dem Schloßplatz vor fast 100.000 Zuhörern und kündigte eine „Soziale Republik“ an. Die Spartakisten waren am 9. November in einer geschwächten Lage, da deren Führer Fritz Rück und August Thalheimer am Abend des 6. November in Ulm verhaftet worden waren, als sich diese auf dem Weg von Stuttgart nach Friedrichshafen befanden. Sie kamen erst am späten Abend des 9. November wieder frei.
Einige Revolutionäre drangen noch am Vormittag gegen den Willen der Demonstrationsleitung in den Wohnsitz des Königs, das Wilhelmspalais, ein und hissten an Stelle der königlichen Hausstandarte die rote Fahne auf dem Gebäude. Dabei wurde ein wachhabender Offizier, der sich den Eindringlingen entgegenstellte, niedergeschlagen. Dies blieb Zeitzeugen zufolge die einzige Gewalttat der ansonsten unblutigen Demonstration in Stuttgart.
Eine provisorische sozialistische württembergische Regierung aus Mitgliedern der MSPD und USPD wurde am Nachmittag des 9. November 1918 im württembergischen Landtag gebildet, nachdem bekannt geworden war, dass Scheidemann in Berlin die Republik proklamiert hatte. Diese Regierungsbildung war der eigentliche revolutionäre Akt in Württemberg. Der König verließ am Abend sein Palais und wurde nach Tübingen, ins Schloss Bebenhausen, gebracht. Chef der provisorischen Regierung wurde der Mehrheitssozialdemokrat Wilhelm Blos. Der vorsitzende Repräsentant der USPD, Arthur Crispien, trat gegenüber Blos bald ganz in den Hintergrund. Zwei Tage später wurde aus der provisorischen Regierung mit der Aufnahme der bürgerlichen Minister Theodor Liesching (Demokrat) und Johannes Baptist von Kiene (Zentrum), die der letzten Regierung des Königreichs angehört hatten, sowie dem nationalliberalen Abgeordneten Julius Baumann eine Allparteienregierung gebildet.
Nachdem die Ereignisse in Stuttgart bekannt geworden waren, entstanden weitere lokale Räte, so zum Beispiel am 9. November in Heilbronn und Ludwigsburg sowie am 11. November in Ulm. In den Arbeiter- und Soldatenräten verloren radikale Elemente früh an Einfluss. So gab es in Württemberg weder bürgerkriegsähnliche Zustände noch eine Räterepublik. Der überwiegende Teil auch der Stuttgarter Arbeiterschaft stand hinter der MSPD.

#### Konsolidierung der provisorischen Landesregierung
Am 16. November 1918 entband der Kabinettschef der königlichen Regierung im Auftrage des Königs mit einem Schreiben an die provisorische Regierung alle Staatsdiener von ihrem Diensteid gegenüber dem König. Somit war der Beamtenapparat, der nicht verändert wurde und damit den Fortbestand der Verwaltung sicherte, eine wichtige Stütze der provisorischen Regierung im Kampf gegen die radikalen Kräfte. Die Räte wurden auf Kontrollfunktionen beschränkt, die die Verwaltung nicht ernsthaft zu stören vermochten. Die Regierung Blos erfreute sich innerhalb kurzer Zeit des Vertrauens der Staatsbeamten, Lehrer und Geistlichen. Es gab das geflügelte Wort, dass sich in Württemberg nicht viel geändert habe: „Früher regierte bloß Wilhelm, jetzt Wilhelm Blos.“
In einer Bekanntmachung an das württembergische Volk vom 30. November 1918 legte König Wilhelm II. freiwillig die Krone nieder und dankte allen, die ihm und Württemberg in seiner 27 Jahre währenden Regierungszeit treu gedient hatten. Mit dem Thronverzicht einhergehend, nahm er den Titel eines Herzogs von Württemberg an.
Der spätere Ulmer Oberbürgermeister Theodor Pfizer fasste die württembergische Revolution in die folgenden Worte:

„So brachte das Ende der Monarchie einen Einschnitt, aber keinen tiefen Bruch in der Entwicklung des Landes und seiner Hauptstadt. Der Hof, Uniformen und Orden verschwanden, aber der Staatsapparat, die Beamten blieben ihrer Aufgabe auch im neuen Regime verhaftet … Die Männer der neuen Zeit wie die Sozialdemokraten Blos und Keil waren Extremen nicht zugewandt. Vielleicht wurde in der unblutigen Revolution zu wenig Neuem Raum gegeben, zu vieles unverändert übernommen. Aber ein tiefer Gesinnungswandel war in Württemberg kaum nötig. Die königstreuen, konservativen Bürger des Landes waren wie der König tolerant, politisch liberal, wie es der Vater auch war, auch wenn sie Konservative wählten, und wohltätig mit dem oft beschworenen demokratischen Öl gesalbt. Man blieb reichstreu, wenn man auch oft auf die Preußen schimpfte und dabei vergaß, daß in Württemberg hinter den Schreibtischen und Schaltern Südpreußen saßen, die die Gesetze genauestens ausführten, die in Berlin erdacht, in Bayern verlacht wurden.“

Am 8. Dezember 1918 wurde die erste Landesversammlung der württembergischen Arbeiterräte abgehalten, an der etwa 120 Delegierte teilnahmen. Der dort gebildete Landesausschuss bestand überwiegend aus Mitgliedern der MSPD.
Am 11. Dezember 1918 wurde die Wahlordnung zur verfassungsgebenden württembergischen Landesversammlung mit dem Wahltermin 12. Januar 1919 erlassen.
Am 28. Dezember 1918 fand ein Treffen der vier süddeutschen Ministerpräsidenten Wilhelm Blos (Württemberg), Kurt Eisner (Bayern), Anton Geiß (Baden) und Carl Ulrich (Hessen), die alle der SPD bzw. USPD angehörten, in Stuttgart statt. In ihrer Stuttgarter Erklärung bekundeten sie trotz einiger Vorbehalte aus Bayern das Festhalten der süddeutschen Länder am Reich.

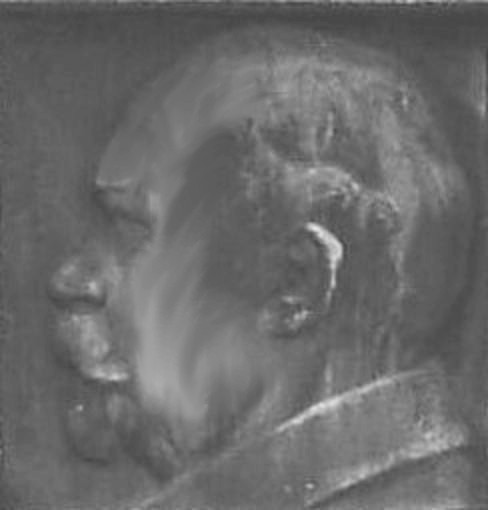
Der gebürtige Badener Wilhelm Blos war der erste württembergische Staatspräsident nach der Abschaffung der Monarchie. Hier zu sehen ist eine Abbildung des Reliefs auf seinem Grabstein im Pragfriedhof in Stuttgart.

#### Erster Putschversuch der Spartakisten im Januar 1919
In den Tagen vor der Wahl der Verfassunggebenden Landesversammlung schlug Wilhelm Blos mit Hilfe der von Leutnant Paul Hahn aufgestellten Sicherheitskräfte einen durch die Ereignisse in Berlin inspirierten Aufstand der Spartakisten in Stuttgart nieder. Die Unruhen dauerten insgesamt vom 4. bis zum 12. Januar 1919. Sie reichten jedoch in Form und Verlauf nicht an die Schwere der Gewalttaten heran, die in anderen Teilen Deutschlands zu beklagen waren. Dennoch gab es auch in Stuttgart beim Einsatz von Schusswaffen Tote und Verletzte. Während dieser Januarunruhen begab sich die Regierung zur Sicherheit in den Turm des halb fertiggestellten Stuttgarter Hauptbahnhofs. Da die USPD den Aufstand der Spartakisten unterstützte, wurden Arthur Crispien und Ulrich Fischer am 10. Januar 1919 aus der Regierung entlassen.

#### Die Verfassunggebende Landesversammlung
Am 12. Januar 1919 wurde die Wahl zur Verfassunggebenden Landesversammlung ohne nennenswerte Zwischenfälle durchgeführt und brachte der parlamentarischen Demokratie den Sieg. Die von Blos vertretenen Mehrheitssozialisten erhielten 52, die Demokraten und Nationalliberalen zusammen 38 und das Zentrum 31 Mandate. Die drei Parteigruppierungen der sogenannten Weimarer Koalition, die die Regierung stützten, konnten somit vier Fünftel aller Abgeordneten auf sich vereinigen. Zum Lager der Republikgegner zählte die aus Bauernbund, Weingärtnerbund und Bürgerpartei bestehende monarchistische Rechte mit 25 Mandaten sowie die radikale Linke der USPD mit lediglich vier Mandaten. Unter den 150 Abgeordneten der Landesversammlung waren 13 Frauen.
Während dieser bewegten Zeit wurde die Möglichkeit einer Vereinigung der Länder Baden und Württemberg diskutiert. Am 17. Januar 1919 hielt Theodor Heuss einen Vortrag im Rahmen einer Parteiveranstaltung der DDP in Stuttgart, wo er die Vereinigung von Baden und Württemberg vorschlug. Der Vortrag fand ein breites Presse-Echo. Das Thema wurde später auch in der Verfassunggebenden Landesversammlung Württembergs und von badischen und württembergischen Abgeordneten der Nationalversammlung in Weimar besprochen. Diese Gespräche führten zwar zu keinem praktischen Ergebnis, aber in der Presse des Landes wie zum Beispiel im Stuttgarter Neuen Tagblatt oder in der Heilbronner Neckar-Zeitung waren immer wieder Überlegungen zu einer Föderalismusreform zu lesen, bei der es um die Auflösung des übermächtigen Preußen und die Zusammenlegung kleinerer deutscher Länder – insbesondere Badens, Württembergs und der Hohenzollernschen Lande – zu größeren ging.
Am 23. Januar 1919 trat die am 12. Januar gewählte Verfassunggebende Landesversammlung erstmals zusammen. Sie bestätigte am 29. Januar 1919 die bisherige provisorische Regierung im Amt und beauftragte Blos als Ministerpräsidenten mit der weiteren Ausübung der Regierungsgeschäfte. Am 14. Februar 1919 hatte sich die provisorische Regierung aufgrund eines Beschlusses der Versammlung in Staatsregierung umbenannt. Am 7. März 1919 wurde der bisherige Ministerpräsident mit 100 von 129 Stimmen zum Staatspräsidenten gewählt. Bald wurde in der Landesversammlung von manchen bürgerlichen Politikern die Auflösung der Räte in Württemberg verlangt, jedoch zunächst ohne Erfolg. Als eines der ersten wichtigen Gesetze kam bereits am 15. März 1919 eine neue Gemeindeordnung.

#### Zweiter Putschversuch der Spartakisten im April 1919
Da die Beamten des Königs in der Verwaltung praktisch unverändert den Ton angaben und demokratische Reformen in diesem Bereich ausblieben, wuchs in der Bevölkerung eine missbilligende Stimmung. Dadurch gewannen die Spartakisten neue Anhänger, aber auch unter den Anhängern der MSPD äußerte sich zunehmender Unwille. Dazu kam die Ermordung des bayerischen Ministerpräsidenten Kurt Eisner (USPD), die für die Spartakisten als zusätzliches Signal wirkte, dass etwas geschehen müsse. Vom Aktionsausschuss des geeinigten Proletariats wurde die Ausrufung eines Generalstreiks beschlossen.
Die württembergische Regierung bekämpfte vom 31. März bis 10. April 1919 diesen Generalstreik in Stuttgart und Umgebung gewaltsam durch die Ausrufung des Belagerungszustands. Auf der Wangener Höhe und am Abelsberg hatten sich etwa 400 Spartakisten verschanzt und nahmen die Staatsstraße – die heutige Ulmer Straße in Stuttgart – unter Feuer. Dagegen ging die Regierung mit dem Einsatz von Geschützen vor. Bei den Kämpfen kamen 16 Personen zu Tode, etwa 50 wurden verwundet. Die Spartakisten wurden vom württembergischen Militär aufgerollt und Kriegsgerichten zugeführt. Ein amtlicher Gefechtsbericht wurde herausgegeben. Clara Zetkin kritisierte später in einer Sitzung der Verfassunggebenden Landesversammlung das brutale Vorgehen der Regierung gegen die Spartakisten.
Die Regierung stellte nicht nur in Württemberg Ruhe und Ordnung wieder her, sondern schickte im April 1919 auch württembergische Truppen zur Beseitigung der Münchner Räterepublik nach Bayern, wo sie zusammen mit preußischen Verbänden und den dort agierenden Freikorps zum Einsatz kamen. Der württembergische SPD-Landesvorsitzende Friedrich Fischer war gegen die Entsendung württembergischer Truppen nach München, fand jedoch keine Zustimmung für seine Position in der Regierung.

#### Verabschiedung der Verfassung des Volksstaats Württemberg
Die neue württembergische Verfassung wurde am 26. April 1919 verabschiedet und trat am 20. Mai 1919 in Kraft. Am 28. April 1919 hielt Reichspräsident Friedrich Ebert eine Rede in Stuttgart, bei der er sein Bekenntnis zum Föderalismus in die Worte kleidete: „Die Vereinheitlichung des Reiches und die Wahrung der Stammeseigenschaften in unseren deutschen Gauen sind an sich keine Gegensätze. Sie lassen sich sehr wohl vereinen.“ Da die württembergische Verfassung in einigen Punkten der Verfassung des Deutschen Reiches, die am 14. August 1919 in Kraft trat, widersprach, musste sie überarbeitet werden. Die Widersprüche entstanden insbesondere durch die Beseitigung der württembergischen Reservatrechte im Militärwesen sowie im Post- und Eisenbahnbetrieb (siehe Abschnitt Staatsaufbau und Verwaltung). Schließlich trat die endgültige Verfassung Württembergs am 25. September 1919 in Kraft, genau einhundert Jahre nach der Verkündigung der ersten Verfassung Württembergs am 25. September 1819. Mit dem Inkrafttreten der Verfassung des Volksstaats wurden die Arbeiter- und Soldatenräte, die die Revolution von 1918 getragen, aber nun ihre politische Bedeutung verloren hatten, auch formal aufgehoben. Am 4. Oktober 1919 wurde Staatspräsident Blos auf die neue Verfassung Württembergs vereidigt.
Wilhelm Blos schrieb später über die Entstehung des Volksstaats:

„Am 9. November 1918 trug mich die Woge einer gewaltigen Revolution an die Spitze der neuen württembergischen Regierung, wo ich bis zum 23. Juni 1920 verblieb. Nachdem sich alle Verhältnisse aufgelöst hatten, galt es, das Land von der drohenden Anarchie und der Diktatur einer gewalttätigen Minderheit zu bewahren. Auf den Trümmern einer alten Monarchie war eine demokratische Republik zu errichten, in der das württembergische Volk selbst über seine Zukunft bestimmen konnte. Im Verein mit den Arbeiter- und Soldatenräten gelang es, die spartakistischen Putsche vom Winter und Frühjahr niederzuwerfen. Ebenso wurde die von München aus drohende bolschewistische Gefahr glücklich von Württemberg abgewehrt.“

### Politische Entwicklung in den frühen zwanziger Jahren

#### Stuttgart als Zufluchtsort der Reichsregierung während des Kapp-Putsches
Die im Vergleich mit anderen Gebieten des Deutschen Reichs relativ stabilen politischen Verhältnisse Württembergs gestatteten es der Regierung Blos während des Kapp-Putsches, den Reichspräsidenten Friedrich Ebert und die Minister der Reichsregierung vom 15. bis 20. März 1920 in Stuttgart aufzunehmen und ihnen hier einen sicheren Aufenthalt zu verschaffen. General Haas von der 5. Division der Reichswehr in Stuttgart hatte nach anfänglich schwankender Haltung der Reichsregierung und dem Reichstag seine Unterstützung zugesagt. Der kommandierende General Maercker in Dresden, wohin Ebert und die Reichsregierung zunächst geflüchtet waren, hatte diese Zusage nicht gegeben. Am 18. März 1920 tagte die deutsche Nationalversammlung im Stuttgarter Kunstgebäude.

#### Bildung der Minderheitsregierung Hieber (Demokraten und Zentrum)

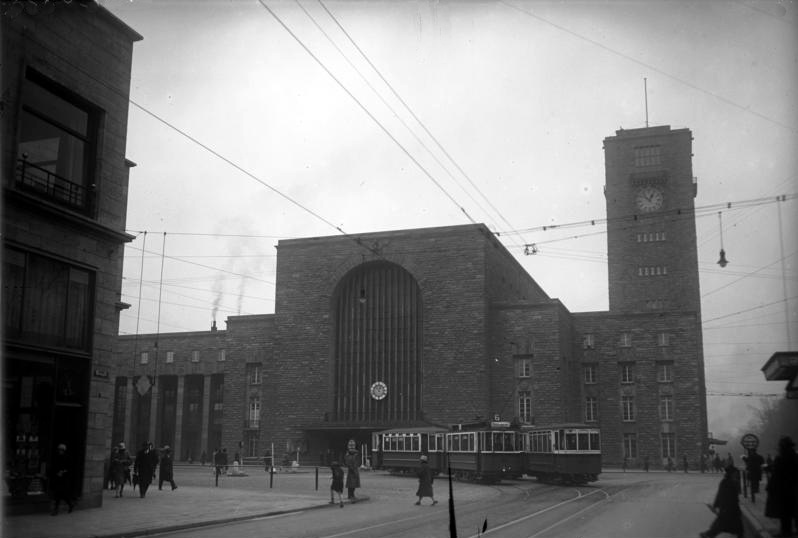
Während der Unruhen im Januar und April 1919 sowie im Sommer 1920 verschanzte sich die Regierung zeitweilig im Turm des neuen Stuttgarter Hauptbahnhofs.

Bei den ersten regulären Landtagswahlen vom 6. Juni 1920 erlitten die Mehrheitssozialdemokraten und die Demokraten jeweils eine deutliche Niederlage. Daraufhin beschloss der Landesvorstand der SPD, der neu zu bildenden Regierung nicht mehr anzugehören, womit Blos und Keil zwar nicht einverstanden waren, sich aber schließlich dem Willen der Partei beugten, die auch in der neuen Reichsregierung nicht mehr vertreten war. Der Demokrat Johannes Hieber, welcher Nachfolger von Wilhelm Blos als württembergischer Staatspräsident wurde, würdigte nach seiner Wahl die Verdienste des Amtsvorgängers bei der Bewältigung der großen Probleme nach dem verlorenen Weltkrieg.
Von 1920 bis 1924 bildeten die Demokraten und das Zentrum das Kabinett Hieber.
Eigentlich hätte das Zentrum als stärkste Partei im Landtag Anspruch auf das Amt des Staatspräsidenten gehabt. Das Zentrum sah aber davon ab, diesen Anspruch geltend zu machen. Dies wurde damit begründet, dass ein katholischer Staatspräsident der mehrheitlich evangelischen Bevölkerung Württembergs zu diesem Zeitpunkt noch nicht zumutbar erscheine. Der evangelische Kandidat Hieber von der DDP erhielt deshalb den Vortritt. Das Kabinett Hieber wurde zeitweise eine von den Sozialdemokraten tolerierte Minderheitsregierung. Lediglich vom 7. November 1921 bis 2. Juni 1923 war die Weimarer Koalition in Württemberg noch einmal vollständig, da der Sozialdemokrat Wilhelm Keil als Arbeits- und Ernährungsminister der Regierung Hieber mit angehörte. Der Grund für den Eintritt der SPD in die württembergische Regierung lag auch darin, dass mit dem Kabinett Wirth seit Mai 1921 erneut eine Weimarer Koalition auf Reichsebene regierte.
Trotz relativer politischer Stabilität in Württemberg hatte diese Regierung mit den gewaltigen Problemen der nachkriegsbedingten Inflation und der 1923 wegen des Ruhrkampfs ausgelösten Hyperinflation zu tun. Als im Sommer 1920 kommunistisch beeinflusste Arbeiter in den Fabriken von Daimler, Bosch und der Maschinenfabrik Esslingen gegen den neu eingeführten Lohnsteuerabzug demonstrierten, ließ die württembergische Regierung diese Betriebe am Morgen des 26. August 1920 von Polizeikräften besetzen. Die radikalen Arbeiterräte reagierten mit dem Aufruf zum Generalstreik. Die Polizei unter Führung des bewährten und regierungstreuen roten Hahns konnte den Generalstreik, unterstützt von vielen Freiwilligen (insbesondere Studenten unter Führung Eberhard Wildermuths), innerhalb von 14 Tagen niederwerfen. Die Regierung verschanzte sich in dieser Krise wieder im Turm des neuen Stuttgarter Hauptbahnhofs.

#### Jahre unter dem Eindruck politischer Attentate

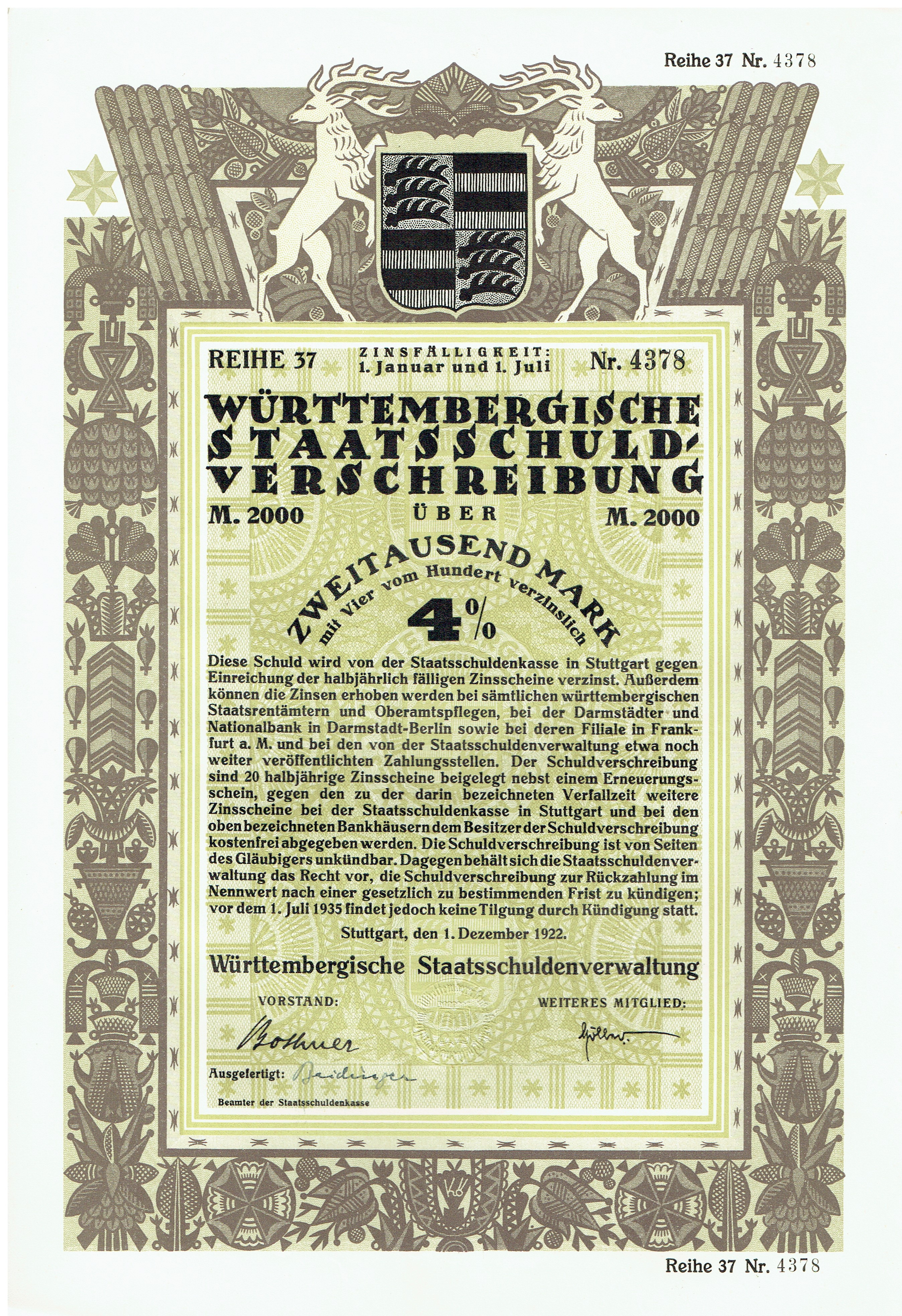
Württembergische Staatschuldverschreibung über 2000 Mark vom 1. Dezember 1922

Im August 1921 erschütterte der Mord an dem württembergischen Zentrumspolitiker Matthias Erzberger die Öffentlichkeit. Am 9. Juni 1922 kamen Reichskanzler Joseph Wirth und Außenminister Walther Rathenau, der Unterhändler des Vertrags von Rapallo, nach Stuttgart. Rathenau hielt vor geladenen Gästen der Württembergischen Gesellschaft eine Rede und traf sich mit der württembergischen Regierung zu Gesprächen. Zwei Wochen später wurde die Nachricht von seiner Ermordung bekannt. Der Deutschvölkische Schutz- und Trutzbund wurde mit dem Attentat in Zusammenhang gebracht und 1922 auf Grundlage des Republikschutzgesetzes in den meisten deutschen Ländern verboten, jedoch nicht in Württemberg. Dass in Württemberg keine Verbote gegen völkische und antirepublikanische Organisationen verhängt wurden, lässt sich unter anderem darauf zurückführen, dass das Landespolizeiamt in seinen Berichten für diese Verbände in Württemberg nur eine geringe Anhängerschaft verzeichnete und zu dem Urteil kam, sie seien als durchweg harmlos zu betrachten. Darüber hinaus lehnte es das Staatsministerium aus rechtlichen Überlegungen ab, gegen die in anderen Ländern verbotenen rechtsradikalen Verbände einzuschreiten. Es erging lediglich ein Erlass des Innenministers vom 13. September 1922, in dem die Oberämter dazu aufgefordert wurden, der NSDAP, dem Verband nationalgesinnter Soldaten sowie dem Schutz- und Trutzbund besondere Aufmerksamkeit zu widmen.
Es ist aber den Völkischen und den Nationalsozialisten trotz mancher Aktivitäten im Württemberg der zwanziger Jahre kein größerer Erfolg beschieden gewesen, woran auch die insgesamt elf Besuche Hitlers in Stuttgart von 1920 bis 1932 nichts änderten. Während des Hitlerputsches in München im November 1923 verhielt sich die württembergische Bevölkerung insgesamt ruhig.

#### Die SPD verlässt die Regierung im Mai 1923
Im Oktober 1922 erstarkte die SPD im württembergischen Landtag durch die Wiedervereinigung mit Teilen der USPD. Das größere politische Gewicht ermutigte die Sozialdemokraten, beim Tode des Zentrum-Ministers Eugen Graf im Mai 1923 einen Anspruch auf die Neubesetzung des dadurch frei gewordenen Innenministeriums durch einen SPD-Minister zu erheben. Dies wurde vom Zentrum abgelehnt, weswegen die SPD in die Opposition zurückkehrte. Es war ihr während ihrer Regierungsbeteiligung zudem misslungen, ihre wesentlichen Ziele im Bereich der Sozialpolitik zu verwirklichen. So war zum Beispiel der achtstündige Arbeitstag nicht generell durchzusetzen, ein Ausbau der Gewerbe- und Handelsaufsicht war nicht möglich, und eine Steuerreform zur Aufwertung von Gemeinden mit hoher Industrialisierung wurde von den Koalitionspartnern verhindert. Die Einführung des allgemein verbindlichen achten Schuljahrs war auch nicht erreicht worden.

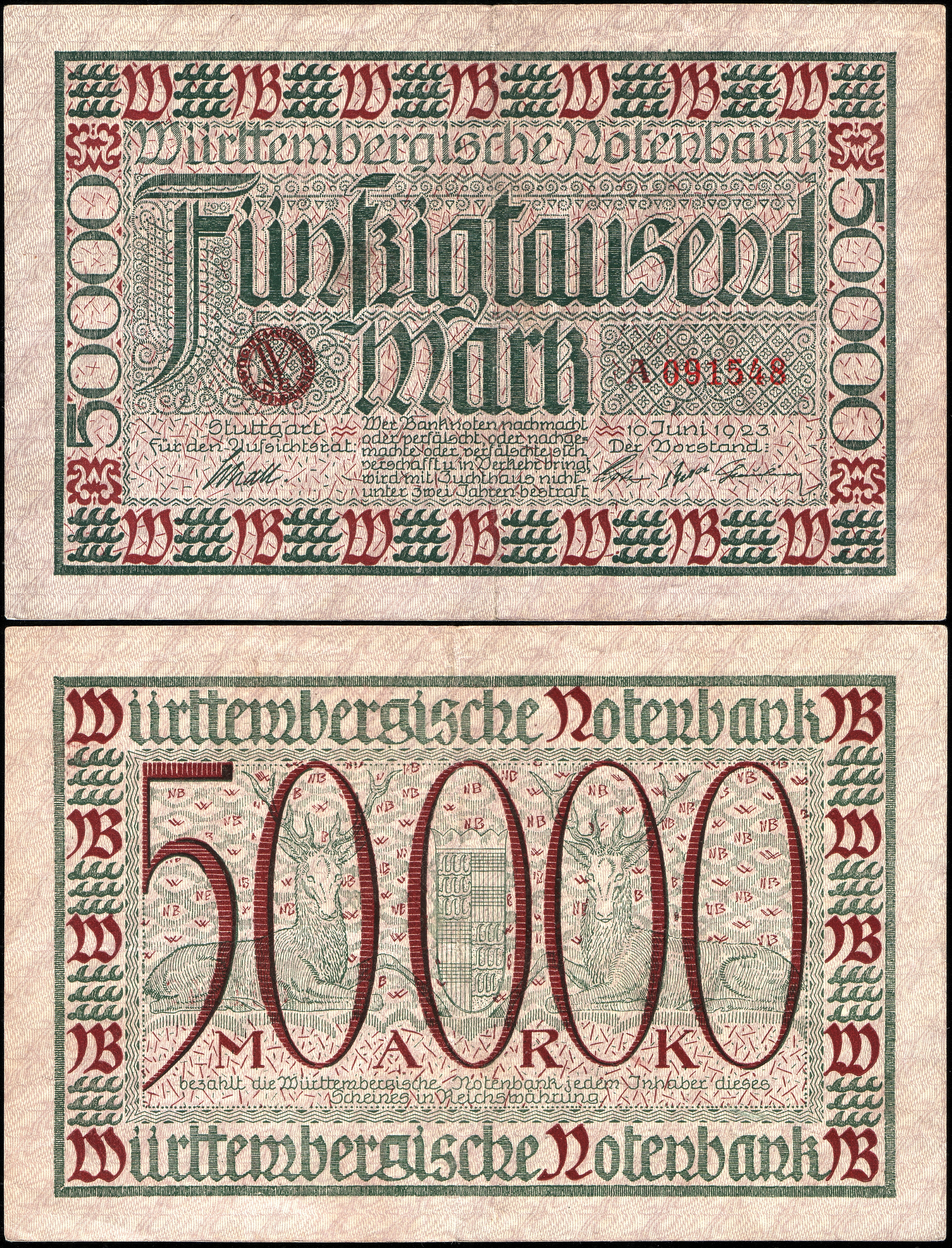
Notgeldschein von 1923, herausgegeben von der Württembergischen Notenbank

#### Die Hyperinflation
Die Hyperinflation des Jahres 1923, welche die Geldvermögen vernichtete und die laufenden Löhne entwertete, dauerte bis zur Währungsreform, die im November 1923 mit der Einführung der Rentenmark erfolgte. Während die großen Unternehmer und Grundbesitzer aus der Hyperinflation meist noch Kapital schlagen konnten, verelendeten das sparsame urbane Kleinbürgertum und die arbeitende Bevölkerung im Verlauf des Jahres 1923. In Württemberg verlief die Krise insofern glimpflicher, als viele Bewohner neben ihrer Tätigkeit als abhängig Beschäftigte noch Verbindungen zur Landwirtschaft hatten, teils als Nebenerwerbslandwirte und teils durch verwandtschaftliche Beziehungen. Vollerwerbslandwirte waren von der Krise deutlich geringer berührt. Außerdem war die württembergische Wirtschaft insgesamt mittelständischer, weniger in großen Städten zentralisiert und bedingt durch Fahrzeugbau und Elektrotechnik exportorientierter als anderswo im Reich.

#### Das Scheitern der Regierung Hieber
Die Minderheitsregierung in Stuttgart scheiterte im Frühjahr 1924 nicht am Widerspruch der sie tolerierenden SPD oder an den gewaltigen innen-, außen- oder wirtschaftspolitischen Fragen, sondern am Versuch einer Verwaltungsreform. Um nach dem Ende der Inflation in den öffentlichen Haushalten sparsamer zu sein, sollte die aus dem Beginn des 19. Jahrhunderts überkommene Verwaltungsgliederung Württembergs deutlich schlanker werden. Da der Landtag jedoch seine Zustimmung einschließlich des an der Regierung beteiligten Zentrums verweigerte und lediglich die Abschaffung der vier Kreisregierungen gelang, zog die DDP ihre Minister aus der Regierung zurück. Einen Monat vor den Wahlen wich im April 1924 somit die Regierung Hieber der Übergangsregierung Rau. Eine der wichtigsten Errungenschaften der gescheiterten Regierung war die Trennung der Kirche vom Staat im Kirchengesetz vom März 1924, womit auch die jahrhundertealte Verflechtung der evangelischen Kirche mit dem württembergischen Staat endete. Eine umfassende Kreisreform wurde 1938 unter der nationalsozialistischen Diktatur durchgeführt.

### Zwischen Inflation und Weltwirtschaftskrise

#### Der Landtagswahlkampf 1924
Im Landtagswahlkampf des Jahres 1924, der noch ganz unter dem Schock der Inflationsereignisse des Vorjahres stand, nutzten die Bürgerpartei (die württembergische DNVP) und der Bauernbund das gescheiterte Vorhaben der Regierung Hieber, die sieben kleinsten Oberämter und das Landgericht Hall aufzulösen, geschickt für propagandistische Zwecke. Mit Hilfe einer Masse von Flugblättern wurde das Thema populistisch so dargestellt, als wolle die alte Regierung mit der Auflösung von Oberämtern lebendige Organismen vernichten. Der Wahlkampf dieser konservativen Parteien war in scharfen Worten gegen die Demokratie gerichtet und bediente sich sowohl der Dolchstoßlegende als auch antisemitischer Parolen. Die Landtagswahl am 4. Mai 1924 führte zu einem deutlichen Rechtsruck. Die Fraktionsgemeinschaft der Bürgerpartei mit dem Bauern- und Weingärtnerbund war die stärkste Fraktion im Landtag, und es gelang ihr, das Zentrum für den Eintritt in eine Koalitionsregierung zu gewinnen. Damit war die Zeit der Weimarer Koalition in Württemberg vorbei. Die SPD blieb fortan stets in der Opposition, in der sich besonders der Abgeordnete Kurt Schumacher hervortat, der von 1924 bis 1931 dem Landtag angehörte.

#### Koalition der Konservativen mit dem Zentrum
Am 3. Juni 1924 erfolgte die Wahl des DNVP-Politikers Wilhelm Bazille zum neuen württembergischen Staatspräsidenten. Bazille, ein konservativer Antidemokrat und Monarchist, hatte bis dahin die Opposition im Landtag geführt und übernahm neben dem Staatsministerium auch die Leitung der Ressorts Kultus und Wirtschaft. Bazille regierte bis 1930 in einer für damalige Verhältnisse stabilen Koalition aus Württembergischer Bürgerpartei (der regionale DNVP-Ableger) mit dem ebenfalls protestantischen Württembergischen Bauern- und Weingärtnerbund und der katholischen Zentrumspartei. Die Zusammenarbeit zwischen Katholiken („Schwarzen“) und protestantischen Konservativen („Preußisch-Blauen“) – in der Literatur zuweilen auch als „schwarz-blaue“ Koalition bezeichnet – bestand in Württemberg in Ansätzen bereits seit 1906 und gilt als Wegbereiter für die spätere Gründung einer überkonfessionellen christdemokratischen Partei – der CDU.
Sehr zum Erstaunen vieler Zeitgenossen wandelte sich der einstige Demagoge Bazille in den Staatsämtern zu einem mit Würde und Besonnenheit auftretenden Staatsmann, wenngleich sein Denken und Handeln weiterhin geprägt war von der Angst vor der bolschewistischen Revolution. Die Zeit der Regierung Bazille fällt in die Ära der sogenannten Goldenen Zwanziger.

Mit dem Tod von Präsident Ebert und der Wahl Hindenburgs zum neuen Reichspräsidenten kam es in Deutschland insgesamt zu einer Verschiebung der politischen Gewichte nach rechts. Am 11. November 1925 kam der neue Reichspräsident zum Staatsbesuch nach Württemberg und wurde von Oberbürgermeister Karl Lautenschlager im Stuttgarter Rathaus sowie von Staatspräsident Bazille in der Villa Reitzenstein empfangen. 

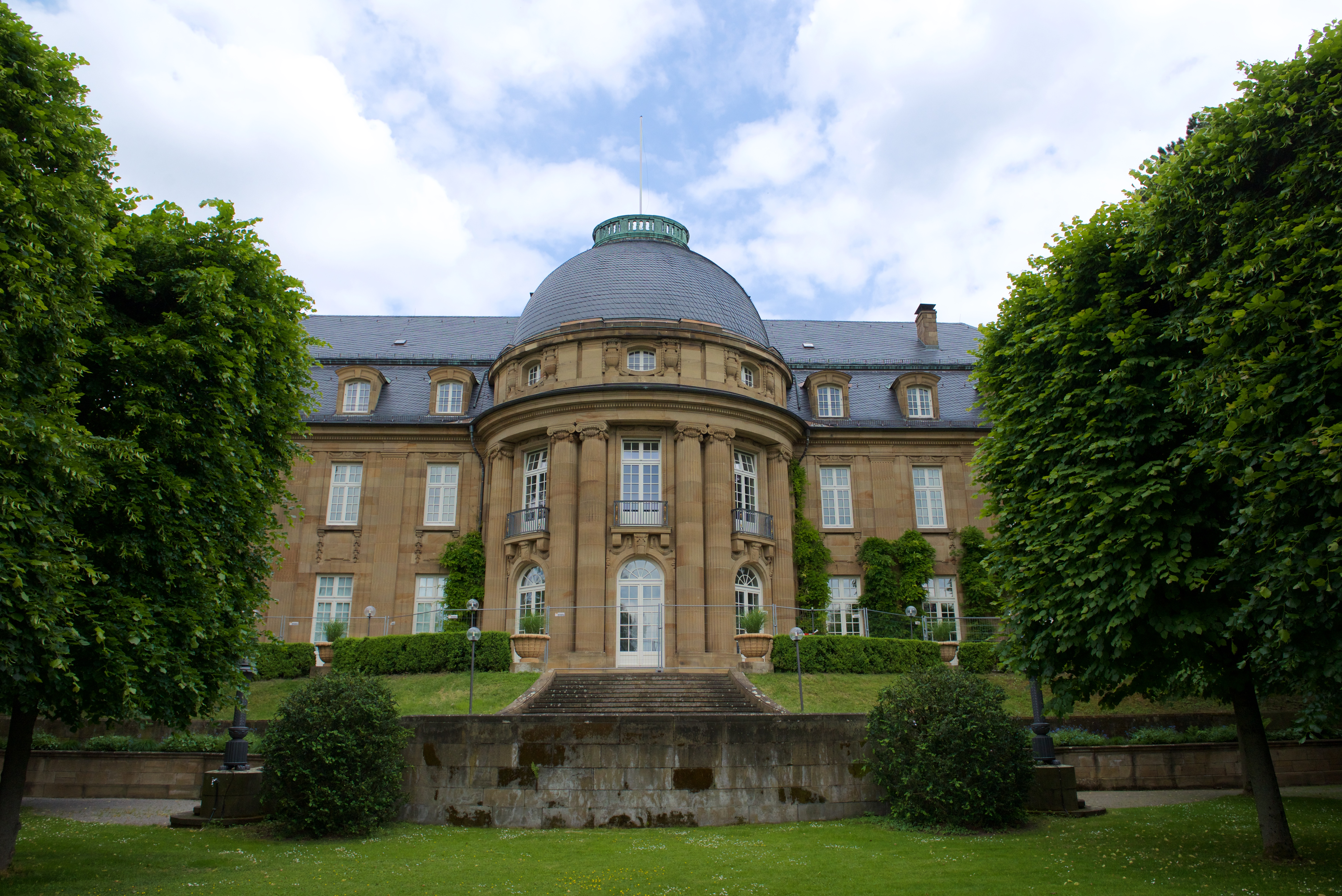
Im Jahre 1925 verlegte Staatspräsident Bazille den Sitz des württembergischen Staatsministeriums von der Königstraße in die Villa Reitzenstein, die heute dem Ministerpräsidenten von Baden-Württemberg als Amtssitz dient. Hier eine Ansicht der im Park gelegenen Westseite der Villa.

Die Villa Reitzenstein war der neue Sitz des württembergischen Staatsministeriums, nachdem Bazille den Umzug vom bisherigen Standort in der Stuttgarter Königstraße zur neuen Adresse auf der Gänsheide veranlasst hatte. Die Zusammenlegung von Landtag, Ministerien und Zentralbehörden in einem Regierungsviertel wurde zwar diskutiert, aber als undurchführbar verworfen. Weitere Pläne der Regierung, die historisch gewachsenen und teilweise schwer zu überblickenden gesetzlichen Vorschriften Württembergs in einem Kodex zu erfassen und den Staatsaufbau zu vereinfachen, führten zu keinen sichtbaren Ergebnissen. Lediglich das Oberamt Weinsberg wurde in dieser Zeit aufgelöst.
In Fragen der Außenpolitik zeigte die Regierung im Reichsrat ein schwankendes Bild. Im August 1924 stimmte Württemberg unter dem Druck des Zentrums für den Dawes-Plan, obwohl die DNVP strikt dagegen war. Zu den Ergebnissen der Konferenz von Locarno im Herbst 1925 konnte Württemberg jedoch keine einheitliche Position finden, weil Bazille den Vertrag von Locarno für annehmbar hielt, sein Kabinettskollege und Parteifreund Alfred Dehlinger im Einklang mit der Position der DNVP ihn jedoch ablehnte. Hinsichtlich der Wirtschaftspolitik konnte Bazille am Ende des Jahres 1927 im Landtag betonen, dass Württemberg die geringste Arbeitslosigkeit im Deutschen Reich aufweise. In der während der gesamten Zeit der Weimarer Republik offenen Frage des Verhältnisses der Länder zum Reich nahm Bazille eine auf Erhaltung der Selbständigkeit der Länder zielende Position ein und verstand sich als Sachwalter der Interessen Württembergs. Bazille war im Wahlkampf für die Reichstags- und Landtagswahlen am 20. Mai 1928 die Hauptzielfigur der Oppositionsparteien. Kommunisten, Sozialdemokraten und Liberale kritisierten heftig, dass Bazille als Kultminister bislang die Einführung eines achten Volksschuljahres verhindert hatte. Der SPD-Politiker Fritz Ulrich bezeichnete das „Regime des französischstämmigen Bazille“ als wesensfremd für die Schwaben.

#### Die Formierung der Regierung Bolz
Die Landtagswahlen vom 20. Mai 1928 brachten den Konservativen eine empfindliche Niederlage, während das Zentrum seine Zahl der Mandate halten konnte. Die absolute Mehrheit der bisherigen Koalition war verloren. Da das Zentrum unter der Führung von Eugen Bolz eine jetzt wieder mögliche Neuauflage der Weimarer Koalition mit der für regierungsunfähig erachteten SPD nicht wünschte und die DDP sich weigerte, in die Regierung mit der DNVP einzutreten, wurde die Minderheitsregierung Bolz gebildet. Das Fernhalten der SPD von der württembergischen Regierung durch die Politiker des Zentrums und der konservativen Parteien lässt sich unter folgendem Aspekt erklären. Die SPD, die seit den Neuwahlen stärkste politische Kraft im Landtag war, sollte ihr verhältnismäßig starkes Gewicht nicht als Regierungspartei geltend machen können. Dies wollte das politisch zersplitterte bürgerlich-konservative Lager in Württemberg unbedingt verhindern, während auf Reichsebene das Kabinett Müller unter Führung der SPD zustande kam. Ein konkreter Vorwurf der Regierungsparteien an die SPD in Württemberg lautete, diese habe kein landespolitisches Programm und denke viel zu „unitaristisch“ nur an ihre Politik auf Reichsebene. Ein besonders gewichtiges Argument für die Erhaltung der Koalition aus Zentrum, Bürgerpartei und Bauernbund war das Festhalten an den konfessionell ausgerichteten Volksschulen in Württemberg. Die SPD wollte konfessionell gemischte Volksschulen, sogenannte Simultanschulen, einführen.
In der Landtagssitzung vom 8. Juni 1928 wurde Eugen Bolz mit 39 von 80 Stimmen auf Grund der geltenden Geschäftsordnung zum neuen Staatspräsidenten gewählt. Dagegen klagte die SPD vor dem Staatsgerichtshof, wobei festgestellt werden sollte, dass das Ministerium Bolz und insbesondere der Minister Bazille verfassungswidrig ins Amt gekommen waren. Ein weiterer Anklagepunkt der SPD war die im Landtag benutzte Geschäftsordnung, die Stimmenthaltungen bei Misstrauensvoten als ein „Nein“ wertete, was nach Ansicht der SPD ebenfalls gegen die Landesverfassung verstieß. Erst am 18. Februar 1930 entschied der Staatsgerichtshof, die Klagepunkte der SPD zurückzuweisen. Zu dem Zeitpunkt waren diese allerdings auch schon politisch überholt, denn im Januar 1930 konnte mit dem Eintritt Reinhold Maiers von der DDP als neuem Wirtschaftsminister und dem Staatsrat Johannes Rath von der DVP eine stabile parlamentarische Mehrheit der Regierung Bolz hergestellt werden. Dieser Regierungseintritt stand im Zusammenhang mit der geplanten Zustimmung der württembergischen Regierung zum Young-Plan im Reichsrat. Da die DNVP unter Alfred Hugenberg strikt gegen die Zustimmung zum Young-Plan war, bestand die Gefahr einer Beschlussunfähigkeit der württembergischen Regierung. Bis Januar 1930 zählte die Regierung nur vier Minister: Bolz und Beyerle vom Zentrum sowie Bazille und Delinger von der DNVP. Besonders Bazille geriet in dieser Frage zunehmend in Konflikt mit der Hugenberglinie seiner Partei. Das von den rechtsextremen Parteien ab Sommer 1929 betriebene Volksbegehren gegen den Young-Plan führte zu einer Volksabstimmung, die am 22. Dezember 1929 durchgeführt wurde. In Württemberg sprachen sich lediglich 11,6 % der Wähler für eine Ablehnung des Young-Plans aus. Der Reichsdurchschnitt für diese Ablehnung lag bei 13,5 %. Damit war der Weg für die Regierung Bolz frei, die Zustimmung im Reichsrat zu erteilen. Nach dem Eintritt von Reinhold Maier in die württembergische Regierung kam die Zustimmung zum Young-Plan in rascher Folge. Die Vertreter der republikfeindlichen Parteien (NSDAP, DNVP, KPD) nannten das Verhalten der Regierung Bolz verräterisch dem deutschen Volk gegenüber, da dieses für Jahrzehnte der kapitalistischen Ausbeutung fremder Tributherren ausgeliefert sei. Die württembergische Regierung hätte sich nach Meinung dieser Gegner nicht dem Willen der Reichsregierung beugen sollen.
Ein wichtiges Thema für die württembergische Regierung war die während der gesamten Jahre der Weimarer Republik schwebende Frage der Reichsreform, mit der der Föderalismus im Deutschen Reich auf eine homogenere und damit gesündere Basis gestellt werden sollte. Das politische Gewicht Württembergs im Reichsrat und damit sein Einfluss auf die Reichspolitik war gering. Der preußische Staat dagegen hatte einen überwältigenden Stellenwert, und das Amt des preußischen Ministerpräsidenten war dem des Reichskanzlers vergleichbar. Um den Einfluss der südwestdeutschen Staaten zu stärken, diskutierte das württembergische Kabinett am 10. Februar 1930 die Frage eines Zusammenschlusses von Württemberg und Baden. Die Minister einigten sich trotz erheblicher Vorbehalte seitens der beiden DNVP-Mitglieder darauf, dass Württemberg zur Länderfusion bereit gewesen wäre. Das Ergebnis dieses Regierungsbeschlusses wurde bei der Haushaltsberatung im württembergischen Landtag öffentlich gemacht. Da Staatspräsident Bolz die größeren Vorteile eines solchen Zusammengehens bei Baden wähnte, erwartete er eine Initiative aus Karlsruhe, die aber unterblieb.
Die SPD beschäftigte sich auch in Württemberg intensiv mit der Frage, ob die SPD-Reichsminister das Budget für den Bau neuer Panzerkreuzer hätten bewilligen dürfen. Kurt Schumacher war ein entschiedener Gegner der neuen Panzerkreuzer und befand sich damit im Einklang mit der Parteibasis, während Wilhelm Keil und der SPD-Landesvorsitzende Erich Roßmann Verständnis für die Haltung der Reichsregierung äußerten. Kurt Schumacher kritisierte stets die mangelnde Schlagkraft der Republik und trat dafür ein, dass die Reichswehr zunächst für die Ideen der Republik gewonnen werden müsse, ehe an ihre Aufrüstung zu denken sei. Schumacher sah die Republik sowohl vom Nationalsozialismus als auch vom Kommunismus bedroht. Am 25. März 1930 sprach der letzte für die Demokratie von Weimar eintretende Reichskanzler Hermann Müller zum 10. Jahrestag des vereitelten Kapp-Putsches in der Stuttgarter Liederhalle, was zu einer sozialdemokratischen Massenversammlung geriet. Zwei Tage später trat Müller von seinem Amt zurück, da er von der SPD-Reichstagsfraktion keine Zustimmung für einen Koalitionskompromiss über die Arbeitslosenversicherung erhielt. Dies war das Ende des Kabinetts Müller II, der letzten parlamentarisch legitimierten Reichsregierung der Weimarer Republik.

### Die letzten Jahre des Volksstaats Württemberg

#### Land stabiler Verhältnisse am Beginn der Weltwirtschaftskrise

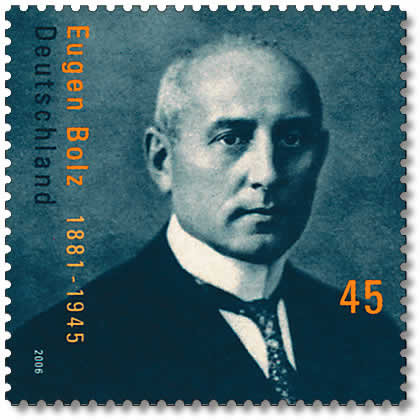
Der hier auf einer Briefmarke abgebildete Eugen Bolz war fast fünf Jahre lang württembergischer Staatspräsident, ehe er 1933 unter der Gewalt der Nationalsozialisten seinem Nachfolger Wilhelm Murr weichen musste.

Als Eugen Bolz am 8. Juni 1928 die Regierung als Staatspräsident antrat, war er schon seit 24. Juli 1919 ununterbrochen württembergischer Minister gewesen, zunächst bis zum 2. Juni 1923 als Justizminister und danach als Innenminister, was er noch bis zum 11. März 1933 blieb. Als Innenminister hatte Bolz die württembergische Polizei in die Verantwortung des Landes übernommen, da sie zuvor einer alten Tradition folgend den kommunalen Behörden unterstellt war. Gestützt auf die Hilfe seiner Polizei, bemühte sich Bolz, das staatliche Leben in Württemberg stabil zu halten. Bolz glaubte, die Hauptgegner der Ordnung links von der politischen Mitte sehen zu müssen. Bei den rechtsgerichteten Parteien und Gruppierungen sah er offenbar eine geringere Gefahr, und dies selbst nach 1930, als die Erosion der parlamentarischen Verhältnisse im Reich während der Weltwirtschaftskrise bereits in vollem Gange war.
Die SPD nahm Anstoß an der württembergischen Polizeiführung, die deutschnational orientiert war und die Notverordnungen des Reichspräsidenten vom 31. März 1931 zur Bekämpfung politischer Ausschreitungen einseitig restriktiv gegen die Linksparteien SPD und KPD anwendete und bei den offenkundigen Vergehen der NSDAP viel zu mild agierte. Im Herbst 1931 veranlasste die SPD-Landtagsfraktion einen Untersuchungsausschuss über die politische Orientierung der Stuttgarter Polizeiführung. Am 5. Januar 1932 beschlagnahmte die Polizei die Ausgabe der SPD-Parteizeitung Schwäbische Tagwacht, weil dort die schleppenden Ermittlungen des Reichsgerichts gegen den Verfasser der Boxheimer Dokumente, Werner Best, kritisiert wurden.
Die Stuttgarter Polizeiführung begründete die Beschlagnahmung der Tagwacht-Ausgabe damit, dass das Reichsgericht „böswillig beschimpft und verächtlich“ gemacht worden sei. Wilhelm Keil betonte in einer Landtagsrede am 16. Februar 1932, dass der Artikel in der Schwäbischen Tagwacht eine völlig berechtigte Kritik am Reichsgericht geübt habe und kritisierte, dass strengere Zensur als zu Zeiten des Ersten Weltkriegs angewendet wurde.
Ein weiteres Beispiel für das politisch einseitige Vorgehen der Stuttgarter Polizeiführung war die Verhaftung des Pol-Leiters der württembergischen KPD, Josef Schlaffer, am 8. November 1931. Die KPD hatte am 7. November 1931 in der Stuttgarter Stadthalle eine Feier zum Gedenken an die russische Oktoberrevolution abgehalten und vorschriftsmäßig keine politischen Ansprachen, sondern lediglich ein sportliches und künstlerisches Programm geboten, das mit dem Absingen der Internationale beendet wurde. Erst danach hielt Josef Schlaffer ein kurzes Schlusswort, was den Anlass für seine Verhaftung und Aburteilung zu drei Monaten Haft in einem Schnellgerichtsverfahren bot. Kurt Schumacher kritisierte daraufhin den Stuttgarter Polizeipräsidenten, weil hier gegen die Immunität Schlaffers als Reichstagsabgeordneter verstoßen wurde.
Neben seinem umstrittenen Polizeiregime sorgte Bolz jedoch auch für eine fundierte Politik im Bereich des Sozialwesens, des Infrastrukturausbaus und der Energieversorgung, was zur Stabilität des württembergischen Staats in der Zeit der Weltwirtschaftskrise beitrug.
Der amerikanische Journalist Hubert R. Knickerbocker war bei seiner Reise durch Deutschland zu Zeiten des Höhepunkts der Weltwirtschaftskrise beeindruckt, dass in Württembergs Hauptstadt „kein äußeres Zeichen der Depression zu erblicken“ sei. Die „in ihrem Lichterglanz strahlende Stadt“ und „seine neuen öffentlichen und privaten Gebäude sprechen deutlicher von Wohlstand“. Knickerbocker meinte auch, „in den Straßen Stuttgarts sind mehr gut angezogene Leute zu sehen als in allen anderen“ ihm „bekannten Städten Deutschlands“.

#### Der Landtag wird handlungsunfähig
Am 24. April 1932 fand die Wahl zum neuen Landtag statt, aus dem die NSDAP mit 23 Mandaten als stärkste Fraktion hervorging. Neuer Landtagspräsident wurde der Nationalsozialist Christian Mergenthaler. Von den acht Anwärtern auf das Amt des Staatspräsidenten erhielt keiner die erforderliche absolute Mehrheit. Jonathan Schmid von der NSDAP erhielt 22 und Eugen Bolz nur 20 Stimmen. Der neue Landtag mit einer absoluten Mehrheit der Gegner der Weimarer Republik, zu denen neben NSDAP und KPD auch die DNVP (Bürgerpartei) und der WBWB zu rechnen sind, war handlungsunfähig. Zwischen den Abgeordneten der NSDAP und der KPD kam es ständig zu lärmenden Zwischenrufen und tumultartigen Szenen. Es konnte kein Zweifel bestehen, dass diese Parteien auf ein funktionstüchtiges Parlament keinen Wert legten. Da ein neuer Staatspräsident nicht gewählt wurde, blieb die Regierung Bolz weiterhin geschäftsführend im Amt und verlegte sich, dem Beispiel der Reichsregierung Brüning folgend, auf das Regieren mit Notverordnungen unter weitgehender Ausschaltung des Landtags.
Im Juni 1932 versuchte Bolz mit seinen Amtskollegen Josef Schmitt aus Baden und Heinrich Held aus Bayern vergeblich, den Reichspräsidenten Paul von Hindenburg dazu zu bewegen, die Durchführung des sogenannten Preußenschlags zu verhindern, da dies eine ungeheure Schwächung des Föderalismus zur Folge haben musste und davon abgesehen einen Bruch der Verfassung darstellte. Drei Tage nach dem Preußenschlag, am 23. Juli 1932, traf sich der Reichskanzler Franz von Papen mit den Ministerpräsidenten der süddeutschen Länder in der Villa Reitzenstein zur Besprechung, wie eine Diktatur Hitlers verhindert werden könnte, und um zu beteuern, dass die Länder Süddeutschlands unangetastet bleiben sollten. Diese Stuttgarter Besprechung blieb insgesamt wirkungslos.

#### Der Weg in die Diktatur

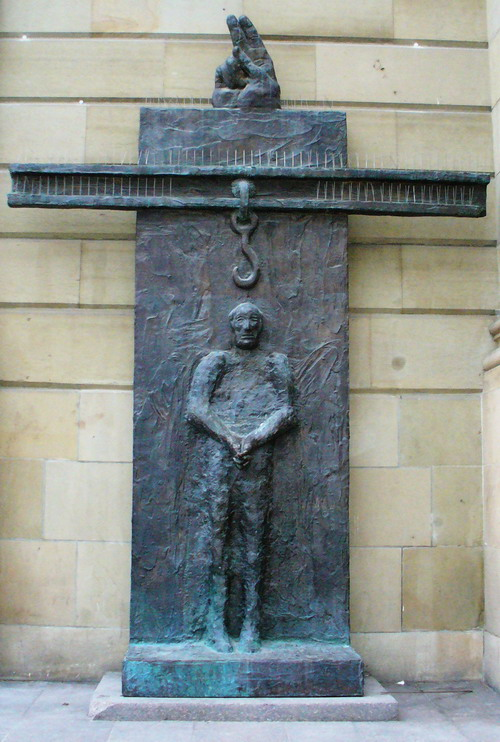
Mahnmal am Königsbau in Stuttgart zum Gedenken an Eugen Bolz

Nachdem Adolf Hitler am 30. Januar 1933 Reichskanzler geworden war, begann der Niedergang der Eigenstaatlichkeit der deutschen Länder. Der Versuch, mit Hilfe eines Generalstreiks in Mössingen die Entwicklung in Berlin noch aufzuhalten, blieb eine mutige Einzelaktion in der württembergischen Provinz. Der Reichstag wurde aufgelöst, und für den 5. März wurden Neuwahlen angesetzt. Der Wahlkampf war begleitet von Straßenterror seitens der NSDAP. Am 4. Februar 1933 wurde per Notverordnung der Reichsregierung die Presse- und Versammlungsfreiheit eingeschränkt. Am 15. Februar 1933 hielt Hitler eine Rede in Stuttgart. Dabei gelang es Gegnern der Nationalsozialisten, die Simultanübertragung im Rundfunk zu unterbrechen, indem sie ein Übertragungskabel durchtrennten.
Bei der Reichstagswahl 1933 erreichte die NSDAP in Württemberg zwar nur einen Stimmenanteil von 41,9 % und blieb damit etwas unter den 44 % auf Reichsebene, aber dies spielte keine Rolle mehr. Die Minderheitsregierung Bolz geriet jetzt immer stärker unter Druck. Die Reichsregierung setzte am 8. März Dietrich von Jagow als Reichskommissar für Württemberg ein. Daraufhin wurden viele Oppositionelle festgenommen und ins Konzentrationslager Heuberg bei Stetten am kalten Markt gebracht.
Mit den Stimmen der Württembergischen Bürgerpartei und des Württembergischen Bauern- und Weingärtnerbunds wurde der württembergische Gauleiter der NSDAP, Wilhelm Murr, am 15. März 1933 im Landtag zum neuen Staatspräsidenten gewählt. Für Murr stimmten 36 Abgeordnete, das Zentrum und die DDP enthielten sich mit 19 Stimmen der Wahl, die 13 Abgeordneten der SPD stimmten dagegen. Die Kommunisten waren bereits aus dem Landtag ausgeschlossen worden.
Das Ermächtigungsgesetz vom 24. März und das Gleichschaltungsgesetz vom 31. März führten zur faktischen Bedeutungslosigkeit der Länder. Der württembergische Landtag wurde entsprechend dem Ergebnis der Reichstagswahl vom 5. März neu zusammengesetzt. Durch das zweite Gesetz zur Gleichschaltung der Länder vom 7. April 1933 wurden die Ämter der Reichsstatthalter geschaffen. Der bisherige Staatspräsident Wilhelm Murr wurde Reichsstatthalter für Württemberg. In dieser Position war er der neuen Landesregierung unter dem nun Ministerpräsident genannten Regierungschef Christian Mergenthaler übergeordnet und nur dem Reichskanzler verantwortlich. Am 8. Juni 1933 fand die letzte Sitzung des württembergischen Landtags statt. Das hierbei beschlossene Ermächtigungsgesetz setzte die württembergische Verfassung von 1919 außer Kraft und übertrug die Gesetzgebung an die Landesregierung. Das Reichsgesetz vom 30. Januar 1934 hob alle deutschen Landesparlamente auf und übertrug die Hoheitsrechte der Länder auf das Reich. Das württembergische Staatsministerium war wie die anderen Landesregierungen damit zu einer Mittelbehörde des Reichs herabgesunken. Die geplante Umwandlung Württembergs in einen Reichsgau wurde nicht durchgeführt.

### Die Diktatur und ihre Folgen

#### Geschichte Württembergs 1933 bis 1945
Hauptartikel: Württemberg zur Zeit des Nationalsozialismus
Die NS-Herrschaft in Württemberg war bis 1945 geprägt vom Dauerdualismus des Gauleiters und Reichsstatthalters Murr und des ihm formal unterstellten Ministerpräsidenten Mergenthaler. Beide Funktionsträger misstrauten sich grundsätzlich, aber Hitler hob diesen Dualismus trotz wiederholter Versuche seitens Wilhelm Murrs nie auf. Hitler kam nach der Machtergreifung sehr selten nach Württemberg. Auf dem Höhepunkt seiner Popularität, kurz nach dem Anschluss Österreichs an das nun Großdeutsche Reich, stattete der Führer und Reichskanzler den Stuttgartern einen lange erwarteten Besuch ab. Am 1. April 1938 fuhr er unter großem Jubel im offenen Wagen vom Hauptbahnhof über die Königstraße zum Rathaus, wo er von Oberbürgermeister Karl Strölin und Reichsstatthalter Murr empfangen wurde. Am Abend hielt er eine Rede in der „vollbesetzten“ Schwabenhalle.
Wie im übrigen Reich kam es zur Verfolgung und Ermordung von Juden, zur Ausschaltung der Opposition, zur Gleichschaltung der Verwaltung und zur Emigration. Zur Riege besonders berüchtigter NS-Verbrecher aus Württemberg gehörten zum Beispiel der Leiter des Sondergerichtshofes von Stuttgart, Hermann Cuhorst, der SS-Obergruppenführer Gottlob Berger, der SS-Brigadeführer Walter Stahlecker sowie der NS-Kreisleiter von Heilbronn, Richard Drauz. Widerstandskämpfer aus Württemberg waren zum Beispiel Georg Elser, die Geschwister Hans und Sophie Scholl, die Brüder Berthold und Claus Schenk Graf von Stauffenberg, Fritz Elsas sowie Eugen Bolz. Aktiver Widerstand gegen den Nationalsozialismus blieb in Württemberg – wie im Reich insgesamt – die Ausnahme.
Im Verlaufe des Zweiten Weltkriegs erwarb sich der aus Württemberg stammende Generalfeldmarschall Erwin Rommel hohes Ansehen. Im Bombenkrieg ab 1943 litten die Städte und Gemeinden Württembergs unter den verstärkten Bombardierungen. Stuttgart hatte bei 53 Luftangriffen insgesamt 4562 Tote zu beklagen, Heilbronn, das am 4. Dezember 1944 zerstört wurde, etwa 6500 Tote. Besonders schwere Zerstörungen erfuhren auch die Städte Ulm, Reutlingen und Friedrichshafen. Bei den Bodenkämpfen im Zuge der Einnahme Württembergs durch amerikanische und französische Truppen wurden 1945 unter anderen die Städte Crailsheim, Waldenburg und Freudenstadt fast vollständig zerstört.

#### Nachkriegsgeschichte 1945 bis 1952
Hauptartikel: Württemberg-Baden und Württemberg-Hohenzollern
Nach dem Zweiten Weltkrieg wurde der nördliche Teil von Württemberg Teil der amerikanischen, der südliche Teil der französischen Besatzungszone. Die Südgrenze der amerikanischen Besatzungszone wurde so gewählt, dass die Autobahn Karlsruhe-München, die heutige A 8, auf der gesamten Strecke innerhalb der amerikanischen Besatzungszone lag. Grenzen waren die jeweiligen Kreisgrenzen. Die Militärregierungen der Besatzungszonen gründeten 1945/46 die Länder Württemberg-Baden in der amerikanischen sowie Baden und Württemberg-Hohenzollern in der französischen Zone. Diese Länder wurden im Zuge der Gründung der Bundesrepublik Deutschland am 23. Mai 1949 zu Ländern der Bundesrepublik.
Das Grundgesetz für die Bundesrepublik Deutschland ermöglichte über Artikel 118 Maßnahmen zur Neugliederung der drei Länder. Im Zuge dessen kam es am 25. April 1952 zur Fusion der Länder Württemberg-Baden, Baden (das heißt Südbaden) und Württemberg-Hohenzollern zum Bundesland Baden-Württemberg. Nähere Details zu diesem Thema sowie die weitere Geschichte sind unter Baden-Württemberg aufgeführt.

## Staatsaufbau und Verwaltung

### Die Verfassung des freien Volksstaates Württemberg
Die Vorlage des Verfassungsentwurfs stammte vom Tübinger Professor Wilhelm von Blume. Die am 25. September 1919 in Kraft getretene Verfassung des Volksstaats Württemberg war die einer parlamentarischen Republik. Diese Verfassung war durch die Gleichschaltungsgesetze des Deutschen Reiches vom 31. März 1933 und vom 7. April 1933 sowie das Reichsgesetz über den Neubau des Reiches vom 30. Januar 1934 faktisch außer Kraft gesetzt worden. Die Verfassung gliederte sich in 9 Abschnitte mit insgesamt 67 Paragraphen.
Der erste Abschnitt der Verfassung legte in § 1 die Staatsform als die eines freien Volksstaates innerhalb des Deutschen Reiches fest. Mit der Formulierung freier Volksstaat war die Staatsform einer demokratischen Republik gemeint, ohne dass diese Vokabeln selbst je im ganzen Verfassungstext benutzt wurden. In § 2 wurde das Staatsgebiet festgelegt, welches dem des Königreiches Württemberg entsprach.
Der zweite Abschnitt der Verfassung beschrieb in drei Paragraphen die Staatsgewalt.
Gemäß § 3 ging alle Staatsgewalt vom Volke aus. Neuheiten in der Verfassung waren das Proporzwahlsystem, das in ganz Deutschland nun übliche Frauenstimmrecht und die Senkung des Mindestalters zur Teilnahme an Wahlen auf 20 Jahre. In § 5 wurde die Vorgehensweise bei Volksabstimmungen festgelegt.
Der dritte Abschnitt regelte in 20 Paragraphen die Bildung und die Aufgaben des aus nur einer Kammer bestehenden Landtages als Gesetzgeber und Kontrollorgan der Landesregierung. § 11 sah als Dauer einer Legislaturperiode vier Jahre vor. Bemerkenswert ist das in § 16 genannte Recht, dass der Landtag vorzeitig durch Volksabstimmung aufgelöst werden konnte, was jedoch in der Praxis nie vorkam.
Der vierte Abschnitt befasste sich in 15 Paragraphen mit der Staatsleitung und den Staatsbehörden des Landes. Der Landtag wählte gemäß § 27 den Ministerpräsidenten mit der Amtsbezeichnung Staatspräsident. Der württembergische Staatspräsident ernannte und entließ die Minister, die mit ihm die württembergische Regierung und damit die Exekutive bildeten. Der Landtag hatte gemäß § 28 die Möglichkeit, der Regierung sein Misstrauen auszusprechen und damit die Regierung abzuberufen oder die Entlassung einzelner Minister zu verlangen. Der Staatspräsident hatte keine Richtlinienkompetenz. Die Regierung fasste ihre Beschlüsse gemäß § 31 durch Abstimmung im Ministerkollegium.
Der fünfte Abschnitt der Verfassung regelte in sieben Paragraphen die Gesetzgebung und legte fest, in welchen Fällen eine Volksabstimmung vorgesehen war. Der sechste Abschnitt beschrieb in acht Paragraphen das Finanzwesen. Der siebte Abschnitt umfasste drei Paragraphen, welche die Zuständigkeiten des Staatsgerichtshofes regelten. Im achten Abschnitt waren drei Paragraphen zur staatlichen Kontrolle des Wirtschaftslebens vorgesehen, und im neunten Abschnitt enthielten sechs Paragraphen sogenannte „Schluß- und Übergangsbestimmungen“.

### Verlust württembergischer Reservatrechte an das Reich
Die Verfassung der Weimarer Republik übertrug einige wichtige im Kaiserreich noch bei den süddeutschen Staaten liegende Hoheitsrechte an das Reich. Das bedeutete für Württemberg den Verlust der eigenen Eisenbahn, welche 1920 mit einer Streckenlänge von 2173 Kilometern zur Deutschen Reichsbahn kam, den Verlust der eigenen Postverwaltung an die Deutsche Reichspost sowie den Übergang der Württembergischen Armee an die Reichswehr, so dass das württembergische Kriegsministerium ab Juni 1919 aufgelöst werden konnte. In der Reichswehr bildete die 5. Division mit württembergischen, badischen, hessischen und thüringischen Soldaten den Wehrkreis V. Ein Landeskommandant vertrat die militärischen Interessen Württembergs. Außerdem verwaltete das Reich nun die Zölle und Mehrwertsteuern selbst und richtete dafür die nötigen Behörden ein. Auch die Arbeitsvermittlung wurde 1927 vom Reich übernommen.
Beim Land verbliebene Aufgaben wurden von den Ministerien des Inneren, der Justiz, der Wirtschaft und der Kultur wahrgenommen. Dem Finanzministerium gelang es, den württembergischen Staatshaushalt trotz aller Krisen in Ordnung zu halten. Allerdings blieb das Verhältnis zum Reich in der Verfassungswirklichkeit eine ungelöste Frage.

### Justizwesen
Neben dem Oberlandesgericht Stuttgart gab es acht Landgerichte und in jedem Oberamt ein Amtsgericht. Für die Verwaltungsgerichtsbarkeit, auch als außerordentliche Gerichtsbarkeit bezeichnet, war seit 1876 in Württemberg der Verwaltungsgerichtshof in Stuttgart zuständig.

### Verwaltung

Karte der Oberämter, Stand 1926

Der Volksstaat Württemberg war in den Stadtbezirk Stuttgart und in 61 (1920: 63) Oberämter mit insgesamt 1.875 Gemeinden eingeteilt. Bis zum 1. April 1924 war Württemberg noch in die vier Kreise Donaukreis (Ulm), Neckarkreis (Ludwigsburg), Jagstkreis (Ellwangen) und Schwarzwaldkreis (Reutlingen) gegliedert.
1938 wurden die noch bestehenden 61 Oberämter und der Stadtdirektionsbezirk Stuttgart zu 34 Landkreisen und drei Stadtkreisen zusammengefasst. Eine ausführliche Darstellung ist unter Verwaltungsgliederung Württembergs zu finden.

### Hoheitszeichen
Die 1919 verabschiedete Verfassung nahm zunächst keine Änderungen an Wappen und Flagge des Landes vor. Sie legte in § 41 (3) lediglich fest, dass Landesfarben und Landeswappen durch ein Gesetz zu bestimmen seien. Das seit 1817 gültige Staatswappen ebenso wie die schwarz-roten Landesfarben blieben also zunächst weiter in Gebrauch. Das in der Verfassung vorgesehene Gesetz wurde vom Landtag am 20. Dezember 1921 verabschiedet und trat am 20. Februar 1922 in Kraft. Als Landesfarben wurden Schwarz-Rot beibehalten, während sich das Wappen änderte. Es war nun geviert, wobei Feld 1 und 4 gold mit drei liegenden schwarzen Hirschstangen waren, Feld 2 und 3 hingegen dreimal geteilt von Schwarz und Rot. Als Schildhalter fungierten zwei goldene Hirsche, an Stelle der zuvor üblichen königlichen Insignien wurde der Wappenschild von einer Volkskrone überhöht. 1933, nach der Machtübernahme der Nationalsozialisten, wurde das Wappen stilistisch verändert.
Siehe auch: Wappen Württembergs

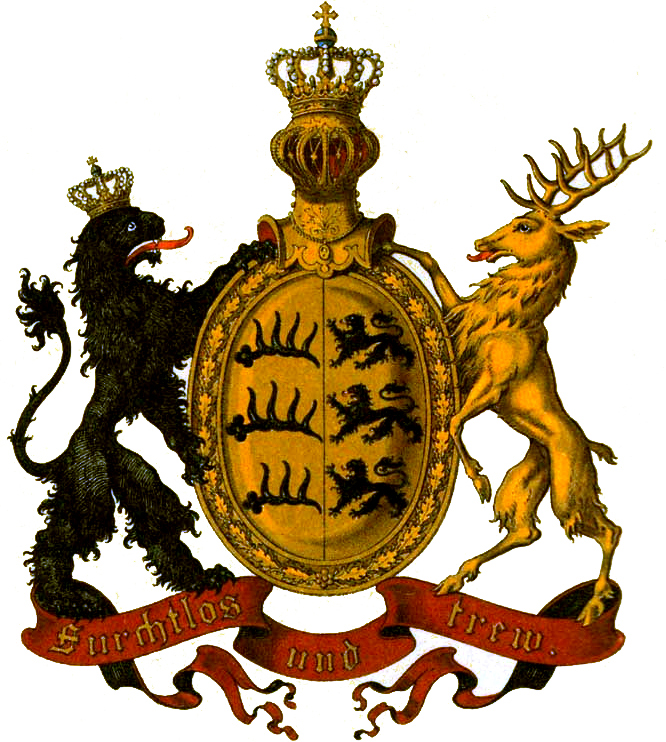
Größeres Wappen bis 1922
Wappen ab 1922
Landesflagge

## Parteien
Das Parteienspektrum war vielfältig, aber nur drei der wichtigen Parteien standen fest auf dem Boden der Weimarer Verfassung: Die SPD, die linksliberalen Demokraten und der linke Flügel des Zentrums.

### Die Sozialdemokratie
Die SPD stand während der Jahre der Weimarer Republik in politischer Konkurrenz zur KPD, was ihre Hochburgen vielerorts im Deutschen Reich empfindlich schwächte. In Württemberg waren Regionen mit hohem Industriearbeiteranteil besonders in Stuttgart und entlang der Städte an der Eisenbahnlinie Heilbronn–Stuttgart–Ulm zu finden. In Stuttgart hielt sich der Anteil der SPD- und KPD-Wähler zeitweilig fast die Waage mit jeweils um 15 bis 20 %. Abgesehen von Stuttgart gab es in Württemberg kein nennenswertes Industrieproletariat im klassischen Sinne. Wähler der SPD waren meist Handwerker oder Arbeiter, die im Nebenerwerb oft noch Kleinbauern waren. Eine besondere Hochburg für die SPD war Heilbronn. Bis zum Anfang der dreißiger Jahre war der dortige Wähleranteil der SPD bis zu 40 %, während die KPD hier kaum nennenswerte Ergebnisse erzielte. In ländlich geprägten Regionen mit fehlendem sozialdemokratischem Milieu hatte es die SPD schwer, Wähler zu mobilisieren. Dort dominierte in den evangelischen Oberämtern der Bauernbund und in den katholischen die Zentrumspartei. Auf dem Feld der Bildungspolitik blieben zwei große Ziele der württembergischen SPD unerreicht. Diese waren zum einen die Überwindung der hergebrachten Trennung in konfessionsgebundene Volksschulen zugunsten von Einheitsschulen. Diese auch Simultanschulen genannten Volksschulen für alle Konfessionen waren im Nachbarland Baden bereits seit 1876 die Norm. Zum anderen wollte die SPD die Schulpflicht in Württemberg von sieben auf acht Jahre anheben, was aber vom konservativen Kultminister Bazille während seiner gesamten Amtszeit von 1924 bis 1933 blockiert wurde.
Die SPD besaß in Württemberg ein dichtes Netz von insgesamt 12 Tageszeitungen. Das mit deutlichem Abstand führende Blatt war die in Stuttgart erscheinende Schwäbische Tagwacht und deren Kopfblätter Neckarpost in Ludwigsburg, Volkszeitung in Esslingen, Freie Volkszeitung in Göppingen, Schwarzwälder Volkswacht in Schramberg und Freie Presse in Reutlingen. In Heilbronn erschien das Parteiblatt Neckar-Echo, in Schwenningen die Volksstimme und deren Kopfblatt, die Tuttlinger Volkszeitung. In Ulm erschien die Donauwacht mit den Kopfblättern Heidenheimer Volkszeitung und Geislinger Allgemeiner Anzeiger.
Landesvorsitzende der württembergischen SPD waren Friedrich Fischer (1913–1920), Otto Steinmayer (1920–1924) und Erich Roßmann (1924–1933). Diese wurden aber von den beiden führenden Parlamentariern Wilhelm Keil und Kurt Schumacher deutlich überragt. Unter dem Druck des Nationalsozialismus löste sich der württembergische Landesvorstand der SPD am 10. Mai 1933 selbst auf. Mit dem Gesetz gegen die Neubildung von Parteien war die SPD seit dem 14. Juli 1933 im Gebiet des gesamten Deutschen Reichs verboten.

### Der Liberalismus
Der Linksliberalismus hatte in Württemberg eine lange Tradition in Gestalt der seit 1864 existierenden Württembergischen Volkspartei, die aber nur so lange Volkspartei bleiben konnte, wie sozialistisch oder konfessionell motivierte Klientelparteien die Wähler nicht an sich banden. Die für die kleinen Leute so attraktive Volkspartei geriet bereits ab den neunziger Jahren des 19. Jahrhunderts zunehmend unter Druck durch die sich nun auch in Württemberg organisierenden Parteien SPD, Zentrum und Bauernbund. Zwar wurde der Linksliberalismus nach der Novemberrevolution 1918 gerade in Württemberg noch einmal gestärkt durch den Übertritt vieler ehemaliger Nationalliberaler von der Deutschen Partei zur sich neu bildenden Deutschen Demokratischen Partei, aber von 1919 bis 1933 gingen der DDP auch im schwäbischen Stammland die ländlichen Wähler zusehends verloren, so dass von anfänglich 25 % am Ende nur noch 2 % der Wähler bei der DDP blieben. Dieser Rest der Wählerschaft war hauptsächlich dem städtischen Großbürgertum zuzurechnen. An der Regierung beteiligt war die DDP in Württemberg von 1918 bis 1924, seit 1920 mit dem Kabinett Hieber sogar an der Regierungsspitze. Von 1924 bis 1930 befand sich die DDP gemeinsam mit der SPD in scharfer Opposition zur schwarz-blauen Koalition aus Zentrum und Konservativen, ehe sie sich 1930 gemeinsam mit der DVP zu einer erneuten Beteiligung an der konservativen Regierung entschloss. Der Eintritt von Reinhold Maier in das Kabinett Bolz veranlasste den Nestor des württembergischen Liberalismus, Friedrich von Payer, unter Protest gegen diesen Rechtsschwenk zum Austritt aus der DDP. Landesvorsitzende der württembergischen DDP waren Conrad Haußmann (1918–1921) und Peter Bruckmann (1921–1933). Am 28. Juni 1933 löste sich die Partei auf.
Die Nationalliberalen aus der ehemaligen Deutschen Partei verteilten sich 1918 auf die sich neu bildende DDP und die württembergische Bürgerpartei, da sich zunächst abzeichnete, dass die Spaltung der Liberalen überwunden werden könnte. Mit der neuen Deutschen Volkspartei entstand jedoch eine geschwächte Nachfolgeorganisation für die nationalliberalen Wähler. Die DVP lehnte die Republik zwar zunächst ab, fand sich aber mit Gustav Stresemann aus Gründen der Vernunft zu einer konstruktiven Mitarbeit in der neuen Staatsform bereit. Die Landesvorsitzenden der württembergischen DVP waren Gottlob Egelhaaf (1919–1920), Theodor Bickes (1920–1927) und Johannes Rath (1927–1933). Die organisatorische Kraft und die Wahlerfolge der DVP in Württemberg waren vergleichsweise gering. Am 4. Juli 1933 löste sich die Partei auf.

### Der politische Katholizismus
Das Zentrum gab es in Württemberg erst seit 1895. Die späte Gründung hatte ihre Ursache darin, dass die Katholiken im Königreich Württemberg anders als im Nachbarland Baden oder in Preußen keinerlei Benachteiligungen ausgeliefert waren. Der langjährige königliche Ministerpräsident Hermann von Mittnacht war selbst Katholik, und ein Kulturkampf konnte nicht entstehen. Die Partei des politischen Katholizismus war stark vertreten in den fast homogen katholischen Gebieten Neuwürttembergs. In Stuttgart hatte sich im Laufe des 19. und frühen 20. Jahrhunderts durch Zuzug eine beträchtliche katholische Gemeinde entwickelt, die sich dort jedoch nach wie vor in der Diaspora befand.
Da in Württemberg nur etwa 30 % der Einwohner katholisch waren, konnte das Zentrum hier keine vergleichbar starke politische Kraft wie etwa im Nachbarland Baden werden, wo der Katholikenanteil bei fast 60 % lag. Während der Weimarer Republik konnte sich in Baden die Weimarer Koalition bis 1932 halten, weil dort das vergleichsweise starke Zentrum die SPD als Juniorpartner gut akzeptieren konnte. In Württemberg war die SPD bei fast identischer politischer Stärke wie in Baden ab 1923 durchgehend in der Opposition, weil die schwächeren bürgerlichen Parteien (das Zentrum, die Bürgerpartei und der evangelisch geprägte Bauernbund) den Einfluss der SPD in einer württembergischen Regierung nicht hinzunehmen bereit waren. Das Zentrum in Württemberg war deshalb konservativer als in anderen deutschen Ländern. Landesvorsitzende des württembergischen Zentrums waren nominell Alfred Rembold (1895–1919) und Josef Beyerle (1919–1933). Die eigentlich führenden Köpfe des württembergischen Zentrums waren aber Adolf Gröber, Johann Baptist Kiene, Matthias Erzberger, Eugen Bolz und Lorenz Bock. Am 5. Juli 1933 löste sich das Zentrum unter dem Druck des Nationalsozialismus auf.

### Die Konservativen
Die konservativen Parteien waren Gegner des in ihren Augen „unausgegorenen Notbaus von Weimar“. Zu diesen republikfeindlichen Parteien zählten die Württembergische Bürgerpartei als Landesverband der DNVP und der Bauernbund, der in Württemberg seit 1895 als eigenständige politische Partei auftrat und eine Ausnahmeerscheinung im Vergleich zu den anderen Ländern darstellte. Zwar gab es in allen deutschen Ländern Bauernverbände, die im Reichslandbund organisiert waren und politisch meist der DNVP nahestanden, aber nur in Württemberg war der Bauernverband auch eine eigenständige politische Partei. Als die städtische Bürgerpartei und der ländliche Bauernbund von 1924 bis 1933 als konservative Elemente an der württembergischen Regierung beteiligt waren, ergab sich die paradoxe Situation, dass die Mutterpartei DNVP auf Reichsebene einen extrem republikfeindlichen Kurs steuerte, sie in Württemberg durch die Regierungsverantwortung aber in gewisser Weise Teil des Systems von Weimar wurde. Am 18. März 1933 strich der württembergische Bauernbund unter dem Eindruck der Herrschaft des Nationalsozialismus den Anspruch, eine politische Partei zu sein, aus seiner Satzung. Am 27. Juni 1933 löste sich die Deutschnationale Front, wie die DNVP zuletzt hieß, auf.

### Bürgerliche Splitterparteien
Nach 1928 zersplitterte die Parteienlandschaft, weil viele Wähler zunehmend ihre jeweils eigenen Interessen bedient sehen wollten. Württembergische Pietisten gaben dem CSVD ihre Stimme, bei Reichstagswahlen konnten auch die Wirtschaftspartei und die Volksrechtpartei Stimmen auf sich vereinigen.

### Die extreme Linke

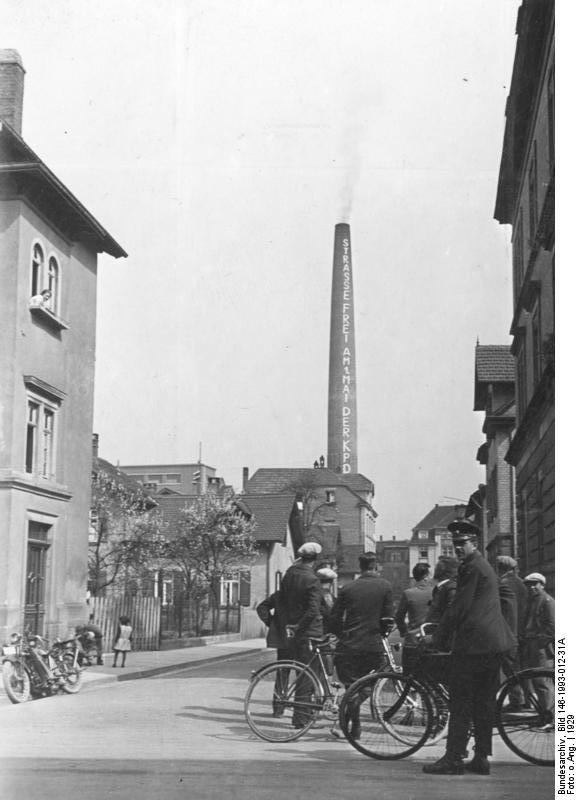
Straßenszene in Stuttgart 1929, an einem Schornstein eine Werbeaufschrift der KPD für den 1. Mai

Die extreme Linke lehnte die parlamentarische Demokratie aus ideologischen Gründen ab. Ihr schwebte ein Staatswesen nach dem Muster der Sowjetunion vor. Dies ließ sie in den Augen bürgerlicher und konservativer Schichten als sehr bedrohlich erscheinen. Die extreme Linke wurde zunächst von der USPD vertreten, deren Protagonisten sich in Württemberg schon 1915 von den Mehrheitssozialdemokraten losgesagt hatten. Ab Anfang der zwanziger Jahre war es die KPD, welche in Deutschland eine extreme Linkspolitik verfocht. Als Organ der KPD in Württemberg fungierte die in Stuttgart herausgegebene Süddeutsche Arbeiterzeitung.
Leiter der württembergischen Parteiorganisation der KPD war zunächst von 1919 bis 1920 Edwin Hoernle. 1924 wurde der politische Kopf der KPD in Württemberg, Johannes Stetter, entmachtet. Als Stetter nach seinem Parteiausschluss 1926 „Enthüllungen über den KP-Sumpf“ veröffentlichte, schrumpfte die KPD in Württemberg personell und organisatorisch beträchtlich. 1929 wurde durch die „ultralinke“ Wende der KPD auf Reichsebene die sogenannte Brandler-Thalheimer-Fraktion aus der KPD ausgeschlossen. Es entstand die Kommunistische Partei-Opposition (KPO) als rechte Absplitterung, welche in Württemberg die Tageszeitung Arbeitertribüne herausgab. Unter den Mitgliedern der KPO befand sich zum Beispiel auch Willi Bleicher. Anfang 1932 kam Walter Ulbricht nach Stuttgart, um für die Absetzung des württembergischen KPD-Führungsduos Schlaffer und Schneck zu sorgen. Die beiden hatten es gewagt, in der politischen Auseinandersetzung die NSDAP anzugreifen, statt, wie in Berlin gewünscht und der Doktrin der Sozialfaschismusthese folgend, die SPD als Hauptfeind zu betrachten. Die Spaltung der Arbeiterbewegung in die republikfeindliche KPD und die staatstragende SPD machte sich auch in der Entwicklung der Stuttgarter Waldheime bemerkbar, die von dem Konflikt stark betroffen war. Seit dem 8. März 1933 fand in Württemberg die massive Verfolgung und Internierung der KPD-Mitglieder durch den NS-Reichskommissar Dietrich von Jagow statt.

### Die extreme Rechte
Der Nationalsozialismus in Württemberg hatte es trotz lokaler Hochburgen wie etwa in Nagold lange Zeit schwer, da der Bauernbund als politische Kraft die zu 68 % evangelische Bevölkerung stärker als in anderen deutschen Ländern davon abhielt, Hitlers Partei zu wählen. Nach dem Verbot der NSDAP nahm der Völkisch-Soziale Block im württembergischen Landtag der Jahre von 1924 bis 1928 mit drei Mandaten eine entsprechende Position ein.
Obwohl die wieder zugelassene NSDAP bei der Landtagswahl 1928 zunächst gescheitert war, gelang es Christian Mergenthaler im Juni 1929, per Urteil des Staatsgerichtshofs in Stuttgart ein Mandat für sich durchzusetzen. Die Landtagswahl im Frühjahr 1932 führte dann zum erdrutschartigen Erfolg der Radikalen, welcher der NSDAP 23 Mandate bescherte und damit auch in Württemberg den Anfang vom Ende der Demokratie einläutete.

## Wahlen
Wahlen und die damit einhergehenden Wahlkämpfe beherrschten den politischen Alltag der Weimarer Republik. Von 1918 bis 1933 fanden in Württemberg fünf Landtagswahlen statt, wenn die Wahl zur Verfassunggebenden Landesversammlung mit eingerechnet wird. Im gleichen Zeitraum gab es neun Reichstagswahlen, was damit zusammenhing, dass keiner der Reichstage das von der Weimarer Verfassung vorgesehene planmäßige Ende der Legislaturperiode erreichte. Stets erfolgte eine vorzeitige Auflösung des Reichstags mit den damit verbundenen Neuwahlen. Hinzu kamen 1925 und 1932 je zwei Wahlgänge zur Wahl des Reichspräsidenten. Besonders heftige Auseinandersetzungen und Flügelkämpfe gab es bei verschiedenen Abstimmungen zu Volksbegehren, so zum Beispiel in der Frage der Fürstenenteignung im Jahre 1926, bei der die SPD erstmals gemeinsam mit der KPD zu agieren versuchte. In Württemberg und Hohenzollern sprachen sich schließlich 34,1 % der Wähler für eine entschädigungslose Enteignung der Fürsten aus. Zu den Wahlen auf Reichs- und Landesebene traten noch die Kommunalwahlen.

### Landtagswahlen
Aus den Wahlen am 12. Januar 1919 zur verfassunggebenden Landesversammlung gingen die Mehrheitssozialdemokraten, die in der Tradition der württembergischen Volkspartei stehende DDP, das Zentrum und bürgerliche Regionalparteien als stärkste Fraktionen hervor. Insgesamt waren 150 Sitze zu vergeben, wobei die Weimarer Koalition aus diesen Parteien mit 121 Abgeordneten eine überwältigende Mehrheit besaß.
Durch ein am 8. Mai 1920 beschlossenes neues Landeswahlgesetz wurde die Zahl der zukünftig zu wählenden Landtagsabgeordneten auf 101 festgelegt. Die erste reguläre Landtagswahl am 6. Juni 1920 führte mit insgesamt 55 Sitzen noch einmal zu einer absoluten Mehrheit für die Weimarer Koalition, wenngleich diese nur noch recht knapp behauptet wurde und die Parteien, welche die Weimarer Republik ablehnten, über 43 % der Stimmen verbuchten. Zwar beteiligte sich die SPD nur zeitweilig an der Regierung, stand aber bis 1924 nicht in direkter Opposition zur Regierungspolitik.
Durch das Gesetz vom 4. April 1924 wurden die zu vergebenden Landtagsmandate auf insgesamt 80 reduziert. Nach der Landtagswahl vom 4. Mai 1924 schrumpfte die Weimarer Koalition auf 39 Abgeordnete, womit die absolute Mehrheit knapp verfehlt wurde. Der Stimmenanteil der Gegner von Weimar betrug über 46 %. Seither befand sich die SPD in Württemberg in der Rolle der Opposition.
Bei der Landtagswahl vom 20. Mai 1928 hätte die Weimarer Koalition mit 47 Sitzen noch einmal die absolute Mehrheit gehabt. Die Gegner der Republik sanken auf einen Stimmenanteil von 33 %. Trotzdem blieb die SPD in der Opposition. Es fanden zwar Sondierungsgespräche zwischen dem württembergischen Landesvorsitzenden des Zentrums, Josef Beyerle, und Wilhelm Keil von der SPD statt, aber das Zentrum unter dem bestimmenden Einfluss von Eugen Bolz zog die Fortsetzung einer Koalition mit Bürgerpartei und Bauernbund einem Bündnis mit der für regierungsunfähig befundenen SPD schließlich vor. Die Zentrumspolitiker befürchteten zudem, dass ein in die Opposition verwiesener Bauernbund dann womöglich die ländliche Wählerschaft des Zentrums gewinnen könnte.
Verheerend wirkte sich die Landtagswahl vom 24. April 1932 aus. Der Stimmenanteil der Republikgegner (NSDAP, DNVP, WBWB und KPD) überstieg erstmals die absolute Mehrheit. Die NSDAP wurde mit 23 Sitzen stärkste politische Kraft im Land, aber auch die KPD hatte zulegen können.
Die folgende Übersicht zeigt die Ergebnisse sämtlicher Landtagswahlen in Württemberg während der Weimarer Republik:
| Jahr | SPD             | DDP             | Zentrum         | WBP ab 1924: DNVP/WBP 1932: DNVP | WBB            | USPD            | WKWB          | WBWB            | DVP           | KPD             | VSB           | CSVD          | NSDAP           |
| ---- | --------------- | --------------- | --------------- | -------------------------------- | -------------- | --------------- | ------------- | --------------- | ------------- | --------------- | ------------- | ------------- | --------------- |
| 1919 | 34,5 % 52 Sitze | 25,0 % 38 Sitze | 20,8 % 31 Sitze | 7,4 % 11 Sitze                   | 5,8 % 10 Sitze | 3,1 % 4 Sitze   | 2,7 % 4 Sitze | –               | –             | –               | –             | –             | –               |
| 1920 | 16,1 % 17 Sitze | 14,7 % 15 Sitze | 22,5 % 23 Sitze | 9,3 % 10 Sitze                   | –              | 13,3 % 14 Sitze | –             | 17,7 % 18 Sitze | 3,4 % 4 Sitze | –               | –             | –             | –               |
| 1924 | 16,0 % 13 Sitze | 10,6 % 9 Sitze  | 20,9 % 17 Sitze | 10,4 % 8 Sitze                   | –              | –               | –             | 20,2 % 17 Sitze | 4,6 % 3 Sitze | 11,7 % 10 Sitze | 4,0 % 3 Sitze | –             | –               |
| 1928 | 23,8 % 22 Sitze | 10,1 % 8 Sitze  | 19,6 % 17 Sitze | 5,7 % 4 Sitze                    | –              | –               | –             | 18,1 % 16 Sitze | 5,2 % 4 Sitze | 7,4 % 6 Sitze   | –             | 3,9 % 3 Sitze | 1,8 %           |
| 1932 | 16,6 % 14 Sitze | 4,8 % 4 Sitze   | 20,5 % 17 Sitze | 4,3 % 3 Sitze                    | –              | –               | –             | 10,7 % 9 Sitze  | –             | 9,4 % 7 Sitze   | –             | 4,2 % 3 Sitze | 26,4 % 23 Sitze |
| 1933 | 15,0 % 9 Sitze  | 2,2 % 1 Sitz    | 16,9 % 10 Sitze | 5,2 % 3 Sitze                    | –              | –               | –             | 5,4 % 3 Sitze   | –             | 9,3 % 6 Sitze   | –             | 3,2 % 2 Sitze | 42,0 % 26 Sitze |

Die Neuzusammensetzung des nur noch 60 Sitze umfassenden Landtags erfolgte gemäß dem Gleichschaltungsgesetz vom 31. März 1933 entsprechend dem Ergebnis der Reichstagswahl vom 5. März 1933. Die Sitze der KPD waren wegen desselben Gesetzes von Beginn an unwirksam, was zur absoluten Mehrheit der NSDAP mit der DNVP im Landtag führte. Die DNVP war unter dem Namen Kampffront Schwarz-weiß-rot zur Reichstagswahl am 5. März 1933 angetreten. Die einzige Sitzung des Landtags fand am 8. Juni 1933 statt. Die Sitze der SPD wurden mit der Verordnung zur Sicherheit der Staatsführung vom 7. Juli 1933 unwirksam. Die Legislaturperiode endete bereits am 14. Oktober 1933. Mit dem Gesetz zum Neuaufbau des Reichs wurde der Landtag am 30. Januar 1934 abgeschafft, wie alle anderen Landesparlamente in Deutschland.

### Reichstagswahlen
Die folgende Tabelle zeigt, wie die Württemberger während der Weimarer Republik bei Reichstagswahlen abgestimmt haben:
| Wahltag            | KPD     | USPD    | SPD     | Zentrum | DDP ab 1930: DStP | DVP               | CSVD   | WBP ab 1924: DNVP/WBP 1932: DNVP | BdG    | VRP    | WP     | WBWB    | NSDAP   | Sonstige |
| ------------------ | ------- | ------- | ------- | ------- | ----------------- | ----------------- | ------ | -------------------------------- | ------ | ------ | ------ | ------- | ------- | -------- |
| 19. Januar 1919    | -       | 2,81 %  | 35,93 % | 21,54 % | 25,37 %           | -                 | -      | 14,09 %                          | -      | -      | -      | -       | -       | 0,26 %   |
| 6. Juni 1920       | 3,25 %  | 13,05 % | 16,05 % | 22,53 % | 14,49 %           | 3,88 %            | -      | 9,05 %                           | -      | -      | -      | 17,70 % | -       | -        |
| 4. Mai 1924        | 11,48 % | -       | 16,00 % | 20,63 % | 9,48 %            | 4,43 %            | -      | 10,10 %                          | 2,48 % | -      | 0,68 % | 19,66 % | 4,23 %  | 0,85 %   |
| 7. Dezember 1924   | 8,23 %  | -       | 20,60 % | 22,31 % | 10,92 %           | 5,80 %            | -      | 11,08 %                          | -      | -      | 0,52 % | 18,02 % | 2,16 %  | 0,36 %   |
| 20. Mai 1928       | 7,33 %  | -       | 23,95 % | 19,20 % | 9,66 %            | 5,61 %            | -      | 6,31 %                           | -      | 3,70 % | 1,31 % | 17,58 % | 1,89 %  | 4,45 %   |
| 14. September 1930 | 9,48 %  | -       | 20,47 % | 20,53 % | 9,87 % (mit DVP)  | Liste mit der DDP | 6,67 % | 3,97 %                           | -      | 2,11 % | 2,83 % | 13,01 % | 9,38 %  | 1,68 %   |
| 31. Juli 1932      | 11,18 % | -       | 17,96 % | 20,70 % | 2,45 %            | 0,96 %            | 3,67 % | 3,89 %                           | -      | -      | 0,18 % | 7,01 %  | 30,53 % | 1,47 %   |
| 6. November 1932   | 14,64 % | -       | 15,51 % | 19,47 % | 3,05 %            | 1,51 %            | 4,35 % | 5,38 %                           | -      | -      | 0,10 % | 8,15 %  | 26,46 % | 1,39 %   |
| 5. März 1933       | 9,33 %  | -       | 15,03 % | 16,94 % | 2,17 %            | 0,70 %            | 3,18 % | 5,17 %                           | -      | -      | -      | 5,38 %  | 42,00 % | 0,10 %   |

Bei den Wahlen zur Verfassunggebenden Nationalversammlung am 19. Januar 1919 bildeten die WBP und die WBWB noch eine gemeinsame Liste. Bei der Wahl am 4. Mai 1924 trat die WBP (DNVP) sowie die Vereinigten Vaterländischen Verbände als Liste der Vaterländisch-völkischen Rechten an. Bei beiden Reichstagswahlen des Jahres 1924 war die NSDAP verboten. Am 4. Mai 1924 steht das angegebene Wahlergebnis in der Spalte der NSDAP für die Liste des VSB (Völkischsozialer Block) und am 7. Dezember 1924 für die Liste der NSFB (Nationalsozialistische Freiheitsbewegung).
Bei allen Reichstagswahlen blieb das Ergebnis der NSDAP deutlich hinter dem Gesamtergebnis im Reich zurück. Dieser Effekt ist auf verschiedene Faktoren zurückzuführen. Die allgemeine wirtschaftliche Lage in Württemberg war etwas besser als im übrigen Reich. Die Bindung der katholischen Minderheit an das Zentrum als deren Interessensvertretung war in Württemberg besonders stark, aber auch die Verbundenheit der protestantischen Landbevölkerung mit dem Württembergischen Bauern- und Weingärtnerbund erwies sich als besonders robust. Die strengen Pietisten hielten dem Christlich-Sozialen Volksdienst die Treue. Erst im Jahr 1933 kippte das Wahlverhalten zugunsten der Nationalsozialisten um.
Die nachfolgende Tabelle stellt die Stimmenanteile der NSDAP bei Reichstagswahlen in Württemberg und im gesamten Reich gegenüber:
| Wahltag         | 20. Mai 1928 | 14. Sept. 1930 | 31. Juli 1932 | 6. Nov. 1932 | 5. März 1933 |
| --------------- | ------------ | -------------- | ------------- | ------------ | ------------ |
| Württemberg     | 1,9 %        | 9,4 %          | 30,5 %        | 26,5 %       | 42,0 %       |
| Deutsches Reich | 2,6 %        | 18,3 %         | 37,3 %        | 33,1 %       | 43,9 %       |

Die am 12. November 1933 durchgeführte Reichstagswahl mit einer NS-Einheitsliste war nur noch eine Farce. Wer der Wahl fernblieb oder ein negatives Votum abgab, galt als Volksverräter. Am gleichen Tag durfte auch für den Austritt des Deutschen Reichs aus dem Völkerbund gestimmt werden. Am 10. April 1938 wurde im Zusammenhang mit der Volksabstimmung über den Anschluss Österreichs auch die Wahl der NS-Einheitsliste für den neuen Großdeutschen Reichstag vorgenommen. Offiziell stimmen über 99 % der Wähler mit „ja“.

### Wahlen zum Amt des Reichspräsidenten
Nur 1925 und 1932 hatte das deutsche Volk in seiner Geschichte die Gelegenheit, in freier und geheimer Wahl sein Staatsoberhaupt direkt zu bestimmen, und es votierte in beiden Fällen für Paul von Hindenburg.
Die beiden nachfolgenden Tabellen zeigen, wie die Wähler in Württemberg und Hohenzollern im Vergleich zur gesamten Reichsbevölkerung beim jeweils entscheidenden zweiten Wahlgang 1925 und 1932 abstimmten:
| 2. Wahlgang am 26. April 1925 | Wahlbe- teiligung | Ernst Thälmann | Wilhelm Marx | Paul von Hindenburg | Sonstige |
| ----------------------------- | ----------------- | -------------- | ------------ | ------------------- | -------- |
| Württemberg und Hohenzollern  | 73,4 %            | 4,8 %          | 49,4 %       | 45,7 %              | 0,1 %    |
| Deutsches Reich               | 77,6 %            | 6,4 %          | 45,3 %       | 48,3 %              | 0,0 %    |

Die Tatsache, dass der Vertreter des Volksblocks, Wilhelm Marx, im Abstimmungsgebiet Württemberg und Hohenzollern den Sieg gegenüber dem Vertreter des antirepublikanischen Reichsblocks, Hindenburg, davongetragen hatte, darf nicht darüber hinwegtäuschen, dass gerade auch Württemberg einen gewissen Beitrag zum Sieg Hindenburgs leistete. Es waren in Württemberg nicht nur die kirchentreuen Protestanten und konservativen Monarchisten, die Hindenburg erwartungsgemäß ihre Stimme gaben, sondern auch in großer Zahl antikatholisch gesinnte Liberale. Mit dieser Verweigerungshaltung gegenüber dem Katholiken Marx wichen die württembergischen Liberalen deutlich ab vom Verhalten der Wähler in anderen klassischen Gebieten des Liberalismus, wo zumeist Marx, nicht Hindenburg, gewann.
| 2. Wahlgang am 10. April 1932 | Wahlbe- teiligung | Ernst Thälmann | Paul von Hindenburg | Adolf Hitler | Sonstige |
| ----------------------------- | ----------------- | -------------- | ------------------- | ------------ | -------- |
| Württemberg und Hohenzollern  | 78,5 %            | 7,6 %          | 63,1 %              | 29,3 %       | 0,0 %    |
| Deutsches Reich               | 83,5 %            | 10,1 %         | 53,1 %              | 36,8 %       | 0,0 %    |

Das Wahlmotto der KPD für ihren Kandidaten Ernst Thälmann lautete 1932: „Wer Hindenburg wählt, wählt Hitler. Wer Hitler wählt, wählt den Krieg.“ Eine große Mehrheit der Wähler in Württemberg und Hohenzollern entschied sich für den bisherigen Amtsinhaber. Reichspräsident Hindenburg ernannte am 30. Januar 1933 Hitler zum Reichskanzler. Nach dem Tod Hindenburgs am 2. August 1934 gab es am 19. August eine Volksabstimmung über die Zusammenlegung des Amts des Reichskanzlers und des Reichspräsidenten in der Person des Führers Adolf Hitler. 89,9 % der Stimmberechtigten im Deutschen Reich bestätigen die Vereinigung der Ämter.

## Wirtschaftliche Entwicklung

### Landwirtschaft und Industrie
Bis in die zweite Hälfte des 20. Jahrhunderts war es für Württemberg typisch, dass Industriearbeiter nebenbei auch eine kleine Landwirtschaft betrieben oder dass Bauern, die von den Erträgen ihrer kleinen Betriebe nicht mehr den Unterhalt ihrer Familien bestreiten konnten, auch in der Industrie arbeiteten. Deshalb blieb die Zahl der Kleinbetriebe hoch. Sie steigerte sich zu Beginn des 20. Jahrhunderts sogar noch, als sich die Industrialisierung in Württemberg durchsetzte.
Diese Kleinbetriebe waren jedoch wenig produktiv, und der Mechanisierungsgrad blieb gering. Da sie zur sozialen Absicherung dienten, war dies weniger wichtig. Die versteckte Arbeitslosigkeit auf dem Land war hoch und wurde in Kauf genommen. Nach der Inflation waren viele Betriebe weitgehend der Betriebsmittel oder liquidierbarer Reserven beraubt, oft hoch verschuldet und kaum mehr in der Lage, ihre Funktionalität aus eigener Kraft wiederherzustellen. Die württembergische Landwirtschaft befand sich 1932 an einem absoluten Tiefpunkt. Wegen der Nebenerwerbslandwirtschaft waren württembergische Arbeiter weniger bereit, der Arbeit hinterher zu ziehen. Sie pendelten lieber zu ihren Arbeitsplätzen. Auch die Unternehmer waren gezwungen, ihre Betriebe dort zu gründen, wo es Arbeitskräfte gab. So war die Industriestruktur in Württemberg eher dezentral. Industriebetriebe befanden sich auch im ländlichen Raum, und es gab vielfach sogenannte Industriedörfer. Diese dezentrale Struktur machte die Industrie in Württemberg stabiler gegen die Krisen während der Zeit der Weimarer Republik. Viele Arbeitslose konnten sich auf eine Grundversorgung aus der Nebenerwerbslandwirtschaft stützen, weswegen sie für eine politische Radikalisierung weniger anfällig waren – einer der Gründe, warum die NSDAP in Württemberg schlechtere Wahlergebnisse als im Reich insgesamt erzielte.

### Die Inflation und ihre Folgen

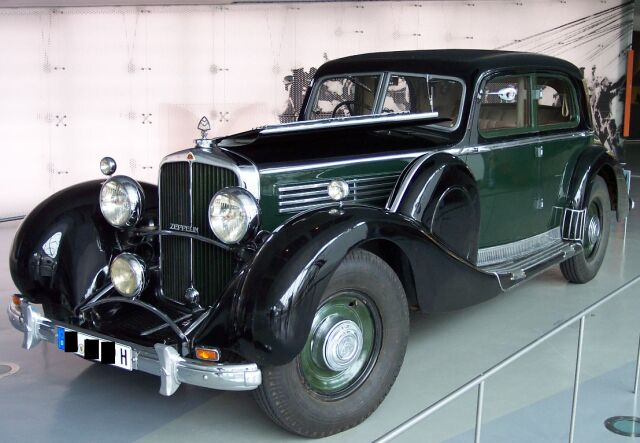
Ein Modell des Maybach-Zeppelin aus dem Jahre 1930; die Firma Maybach-Motorenbau GmbH entstand nach dem Ersten Weltkrieg in Friedrichshafen als Nachfolgerin der Luftfahrzeug-Motorenbau GmbH, die wegen des Versailler Vertrags keine Luftschiffmotoren mehr herstellen durfte.

Die Anfangsjahre der Republik waren harte Krisenjahre bedingt durch die Inflation, die Ende des Jahres 1923 abgeschlossen war. Dies trieb zahlreiche Württemberger zur Auswanderung aus Deutschland. Unter der Inflation hatten insbesondere die Kleinrentner und Geldwertbesitzer gelitten. Diese fielen als Steuerzahler aus und belasteten stattdessen als Fürsorgeempfänger die öffentlichen Haushalte. Um diese zu sanieren, mussten die Beamten empfindliche Gehaltseinbußen hinnehmen. Mit der Währungsstabilisierung Ende 1923 kam es zu einem allgemeinen Kapital- und Kreditmangel, was zu einem starken Anstieg der Konkurse führte. Gab es 1923 in Württemberg nur 13 Firmenzusammenbrüche, so waren es 1924 insgesamt 318 Konkurse, gefolgt von 473 Konkursen im Jahr 1925 und 597 Konkursen im darauf folgenden Jahr. Die Zahl der Konkurse war lediglich von 1927 bis 1929 rückläufig, stieg aber infolge der Weltwirtschaftskrise wieder an.
Trotz der Krise entstanden in Württemberg nach dem Krieg mehrere zum Teil heute noch bedeutende Unternehmen. Gründungen in den Jahren bis zur Hyperinflation (1918–1923) waren zum Beispiel die Firmen Bauknecht, Maybach-Motorenbau GmbH, Läpple, Mahle, Silit, Balluff, Chiron, Delmag, Dornier, Hugo Boss und Trumpf. Die Baufirma Züblin verlegte 1919 ihren Hauptsitz nach Stuttgart, und 1921 wurden die Schwäbischen Hüttenwerke neu firmiert. Auch das Handelsunternehmen Kriegbaum in Böblingen entstand direkt nach dem Ersten Weltkrieg.

### Erholung der Wirtschaft
Obwohl es zahlreiche Konkurse gab, setzte Mitte der 1920er Jahre eine Aufwärtsentwicklung der Wirtschaft ein, die Württemberg zu einem führenden Land der verarbeitenden Industrie machte. Damit gelang es in Württemberg, den Staatshaushalt wieder in Ordnung zu bringen. War Württemberg im 19. Jahrhundert wegen seiner ungünstigeren topographischen und klimatischen Verhältnisse gegenüber dem Nachbarland Baden wirtschaftlich schlechter gestellt, so kehrte sich dieses nach dem Ersten Weltkrieg ins Gegenteil. Die topographischen Nachteile Württembergs waren mit dem Bau der Eisenbahn schon im Königreich überwunden worden. Die Zahl der Beschäftigten in der Landwirtschaft nahm stetig ab und in der Industrie zu, so dass das rauere Klima Württembergs zunehmend weniger ins Gewicht fiel. Baden hingegen wurde mit dem Verlust Elsass-Lothringens an Frankreich ab 1918 plötzlich deutsches Grenzland. Es litt schwer unter den ständigen Drohungen aus Paris, ausstehende Reparationszahlungen des Reichs könnten mit militärischer Besetzung von badischem Gebiet beantwortet werden. Dies geschah schließlich im Februar 1923 in Offenburg und Appenweier durch den Einmarsch französischer Truppen und führte zur Blockade der Rheintaleisenbahn mit erheblichen negativen Folgen für die Wirtschaft. Dies ermunterte Investoren nicht, badische Industriestandorte zu erhalten oder auszubauen.
In gleicher Weise ungünstig für die badische Industrie wirkte sich der von 1929 bis 1932 stattfindende Bau der französischen Maginotlinie und später des deutschen Westwalls aus. Manch Unternehmer verlagerte zur Sicherheit – um aus dem Schussfeld feindlicher Artillerie zu geraten – die Produktion ganz oder teilweise von der Oberrheinachse in den mittleren Neckarraum. Der Publizist Karl Moersch versteht die Fusion der Benz & Cie. in Mannheim mit der Daimler-Motoren-Gesellschaft in Stuttgart zur Daimler-Benz AG im Jahre 1926 ebenfalls in diesem Sinne, die zu einem Abbau der Arbeitsplätze an den Standorten Gaggenau und Mannheim führte, während die Standorte Stuttgart-Untertürkheim und Sindelfingen kräftig ausgebaut wurden, was sich in der Anzahl der Beschäftigten zeigte. Bedeutende Firmengründungen in Württemberg zur Zeit der Goldenen Zwanziger Jahre (1924–1929) waren zum Beispiel die Firma Hirschmann GmbH, die Firma Metabo, die Firma Festo, die Firma Marquardt, die Firma Gutbrod, die Stihl Maschinenfabrik, die Firma Maico, die Eberhard Bauer Werke, die Firma Kress Elektrowerkzeuge und die Firma Wohlhaupter.

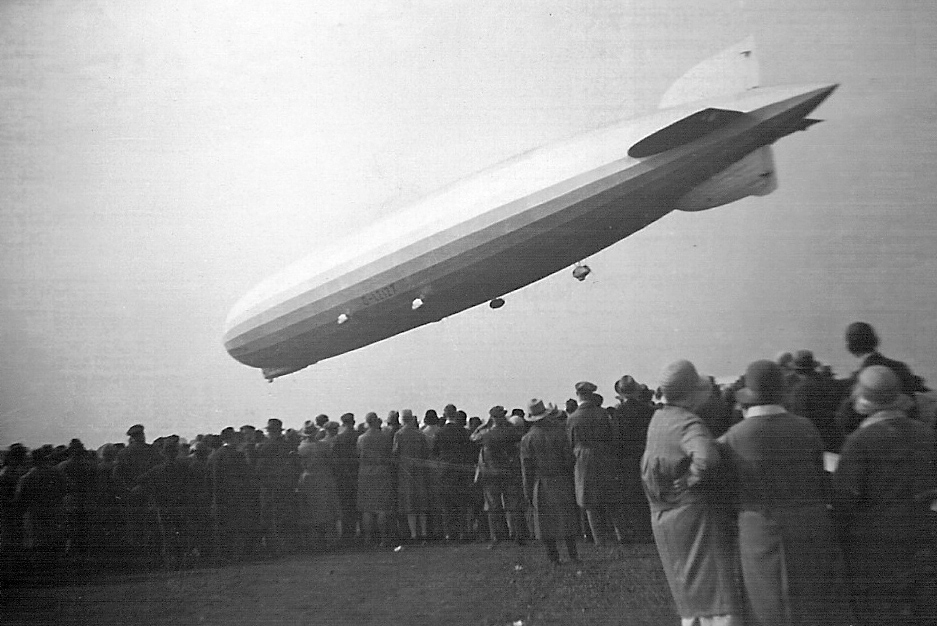
LZ 127 Graf Zeppelin zurück in Deutschland; bei der Weltumrundung vom 1. August bis 4. September 1929 legte LZ 127 innerhalb von 35 Tagen insgesamt 49.618 km zurück.

Das moderate Wirtschaftswachstum Württembergs Mitte der zwanziger Jahre war auf den Kraftfahrzeugbau, den Maschinenbau, die Feinmechanik und die Elektrotechnik begründet. Zugpferde dieser Branchen waren die Firmen Daimler und Bosch. Daneben spielte die traditionelle Textil- und Bekleidungsindustrie, Brauereien, Schaumweinfabriken, die Möbelindustrie, der Wohnungsbau und das Verlagswesen eine wichtige Rolle. Von 1923 bis 1935 wurde der Neckar von Mannheim nach Heilbronn als Großschifffahrtsweg ausgebaut. 1925 wurde der Flughafen Böblingen in Betrieb genommen, der als Vorgänger des erst 1936 begonnenen Flughafens Stuttgart gelten kann.
Der Stolz der Lüfte waren jedoch zunächst nicht so sehr Flugzeuge, sondern hauptsächlich die in Friedrichshafen gebauten Zeppeline. Im Oktober 1924 überquerte Kapitän Hugo Eckener zum ersten Mal mit einem Luftschiff den Atlantik. Der Zeppelin LZ 126 musste als Reparationsleistung von Friedrichshafen nach Lakehurst in den USA gebracht werden. Dieser gelungene Ozeanflug mit einem Luftschiff gab den Anstoß für die ab 1927 mit Flugzeugen stattfinden Ozeanflüge, deren Auftakt dem Amerikaner Charles Lindbergh gelang. Ab Juli 1928 fuhr das neue Luftschiff LZ 127 unter deutscher Flagge, im Oktober 1928 nach Amerika und wieder zurück, später öfter nach Lateinamerika und in alle Teile der Welt; stets mit großer Präsenz in den Printmedien und der Wochenschau. Der tragische Unfall des Zeppelins Hindenburg bedeutete 1937 praktisch das Ende des großen Mythos der deutschen Luftschifffahrt.
Günstig für die Wirtschaft wirkte sich aus, dass für eine Vielzahl von Produkten entsprechende Patente noch aus der Zeit des Königreichs Württemberg vorlagen. Der sprichwörtliche schwäbische Tüftlergeist kam hier zum Tragen. Württemberg wurde ein Zuwanderungsland für Arbeitskräfte. Das Klima zwischen Arbeitnehmern und Arbeitgebern war in Württemberg insgesamt freundlicher als andernorts in Deutschland, da ein Mangel an qualifizierten Arbeitskräften die Unternehmer dazu zwang, ihre Mitarbeiter in schlechten Zeiten möglichst lange zu halten, damit diese in Zeiten der wirtschaftlichen Erholung nahtlos zur Verfügung standen. Dieses Verhalten zwang jedoch in Krisenzeiten zu teilweise drastischer Kurzarbeit bei entsprechender Lohnkürzung.
Die nachfolgende Tabelle zeigt die Verteilung der württembergischen Arbeitskräfte auf die verschiedenen Wirtschaftssektoren:
| Jahr | Land- und Forstwirtschaft | Industrie und Baugewerbe | Handel, Verkehr und Gastgewerbe | Sonstige (Öffentlicher Dienst, freie Berufe etc.) |
| ---- | ------------------------- | ------------------------ | ------------------------------- | ------------------------------------------------- |
| 1925 | 33,0 %                    | 40,0 %                   | 11,6 %                          | 15,4 %                                            |
| 1933 | 27,7 %                    | 40,3 %                   | 12,8 %                          | 19,2 %                                            |

Wer es sich leisten konnte, nahm an der fortschreitenden Modernisierung des Alltags teil. Dazu gehörten zum Beispiel Statussymbole wie die ständig wachsende Zahl der Automobile. Das Telefon hielt Einzug in die Haushalte ebenso wie der elektrische Strom. Das Streckennetz der Eisenbahn wurde in den Jahren der Weimarer Republik durch weitere Nebenstrecken erweitert.
Die Landwirtschaft hatte ihre traditionellen Schwerpunkte im Acker- und Gemüsebau, in der Viehzucht sowie im Wein- und Obstbau. Die Mechanisierung und Motorisierung der Landwirtschaft kam in Gang. Es gab in Württemberg acht Handels- und Gewerbekammern und vier Handwerkskammern. In Stuttgart und in Ulm befand sich je eine Hauptstelle der Reichsbank. Wichtige Banken waren die Württembergische Hypotheken-, Noten- und Vereinsbank und die Württembergische Landessparkasse. Bedeutende Versicherungsunternehmen waren die Allgemeine Rentenanstalt Actien-Gesellschaft und die Württembergische Privat-Feuer-Versicherungs-Gesellschaft.

### Die Weltwirtschaftskrise
Ein dem westdeutschen Wirtschaftswunder der 1950er Jahre vergleichbares Wachstum hat es in der Weimarer Republik nicht gegeben. Die Krisenzeiten waren zu lang und die Erholungsphase von 1924 bis 1929 zu kurz. Die Weltwirtschaftskrise führte von 1930 bis 1934 zu einem erneuten dramatischen Konjunkturrückgang. Insbesondere in den Kernregionen der württembergischen Industrie um Stuttgart, Heilbronn, Esslingen, Reutlingen und Schwäbisch Gmünd schwollen die Arbeitslosenzahlen an.
Die nachfolgende Tabelle zeigt die Anzahl der württembergischen Arbeitslosen im Jahresdurchschnitt bezogen auf die Jahre 1929 bis 1933:
| Jahr        | 1929   | 1930   | 1931   | 1932    | 1933   |
| ----------- | ------ | ------ | ------ | ------- | ------ |
| Arbeitslose | 38.015 | 62.108 | 99.286 | 119.412 | 97.764 |

In den ländlich geprägten Regionen Hohenlohes oder Oberschwabens war zwar Arbeitslosigkeit ein geringeres Problem, aber auch die Landwirtschaft geriet in die Krise, weil die Preise wegen mangelnder Kaufkraft verfielen. Das Handwerk hatte unter dramatischen Auftragsrückgängen und schlechter Zahlungsmoral der verbliebenen Kunden zu leiden. Wegen der besonderen Mischung der verschiedenen Industriezweige und der engeren Verflechtung der Bevölkerung mit der Lebenswelt der Bauern war die Arbeitsmarktkrise in Württemberg zwar geringer als im Reichsdurchschnitt, aber der wirtschaftliche Misserfolg der Weimarer Republik wurde auch hierzulande letztlich den parlamentarisch gesinnten Politikern angekreidet, was sich in den Wahlergebnissen zeigte.
Selbst in diesen Krisenjahren (1930–1933) erfolgte die Gründung von Unternehmen, so zum Beispiel die Firma Porsche in Stuttgart-Zuffenhausen, das Handelsunternehmen Lidl & Schwarz KG in Heilbronn und die L. Hermann Kleiderfabrik in Künzelsau. Dass den Unternehmen oft kein langer Erfolg beschieden war, zeigt das Beispiel der Württembergischen Motorradfabrik in Rottenburg.

### Der Aufschwung nach 1934
In der NS-Diktatur erholte sich die Wirtschaft rasch. Besonders die Industrie in Württemberg profitierte von den bald einsetzenden Rüstungsaufträgen. Im Jahre 1934 begann der Bau der Autobahnen. Am 21. März 1934 erfolgte der erste Spatenstich zur Autobahn zwischen Plieningen und Bernhausen. Bis zum Ende des Zweiten Weltkriegs wurden die Strecken Karlsruhe-Stuttgart-Ulm und Stuttgart-Heilbronn eröffnet. Außerdem wurde 1935 der Ausbau des Neckars zur Großschifffahrtsstraße von Mannheim bis Heilbronn fertiggestellt und der weitere Ausbau bis Plochingen begonnen. Bedingt durch den Verlauf des Krieges, sank das Produktionsvolumen der württembergischen Industrie im Winter 1944/45 auf die Hälfte des Vorjahresniveaus und kam mit dem Einmarsch der Alliierten 1945 praktisch vollständig zum Erliegen.

## Bevölkerungsentwicklung
Für die Bevölkerungsentwicklung Württembergs spielten sowohl die 71.641 gefallenen württembergischen Soldaten des Ersten Weltkriegs als auch die Opfer der Spanischen Grippe der Jahre 1918 bis 1920 sowie ganz allgemein die wirtschaftliche Notsituation in den Anfangsjahren des Volksstaats, bedingt durch die Inflation und auch die Weltwirtschaftskrise ab 1929, eine Rolle. Kam es während der Inflationszeit noch zur Auswanderung (1923: 12.706 Personen) vor allem in die USA, so war dies nach 1929 nicht mehr möglich, da die USA ebenfalls von der Weltwirtschaftskrise betroffen waren und weitere Zuwanderung beschränkten.
Die nachfolgende Tabelle listet die Ergebnisse der Volkszählungen aus den Jahren 1919, 1925 und 1933 für Württemberg auf:
| Datum           | Bevölkerung insgesamt | Männliche Bevölkerung | Weibliche Bevölkerung |
| --------------- | --------------------- | --------------------- | --------------------- |
| 8. Oktober 1919 | 2.520.000             | 1.190.000             | 1.320.000             |
| 25. Juni 1925   | 2.580.000             | 1.240.000             | 1.340.000             |
| 16. Juni 1933   | 2.700.000             | 1.310.000             | 1.390.000             |

Im Mai 1939 zählte Württemberg 2.907.166 Einwohner, davon 1,84 Millionen evangelische Christen und 0,94 Millionen Katholiken.

## Kultur
Viele Elemente der Kultur des Königreichs Württemberg wirkten im Volksstaat weiter, insbesondere was den schwäbischen beziehungsweise fränkischen Volkscharakter und Dialekt, die Religiosität sowie das Brauchtum und Vereinsleben betraf. Das kulturelle Leben in der Weimarer Republik war jedoch stark beeinflusst von den Folgen des Ersten Weltkriegs. Die Straßen der Nachkriegsjahre waren geprägt vom Bild zahlreicher kriegsversehrter Veteranen. Eine ganze Generation junger Männer war durch die Kriegsjahre brutalisiert und teilweise gesellschaftlich völlig entwurzelt worden. Sie neigten dazu, sich politisch extremen Ansichten und Gruppierungen anzuschließen. In weiten Kreisen der Gesellschaft fehlte das Bewusstsein, dass der Ausbruch des Ersten Weltkriegs ganz wesentlich durch die Führung des Deutschen Kaiserreichs und den Geist der damals führenden Schicht verschuldet war. Deren verfehlte Politik und Strategie bei der Durchführung des Kriegs waren der wesentliche Grund für die Niederlage. Nach dem Ende des Zweiten Weltkriegs war dies ganz anders. Die Schuldfrage und alle damit zusammenhängenden Folgen waren am Ende für jeden offensichtlich. Mit der Bewusstseinslage nach 1918 hängen die Entstehung und der Glaube an die Dolchstoßlegende zusammen. Zudem sorgte die mangelnde Weitsicht der Siegermächte dafür, dass das Gewicht der für eine friedliche Politik und Demokratie eintretenden Deutschen durch das „Diktat von Versailles“ nachhaltig geschwächt wurde. In Württemberg gab es nur wenige, die dem in die Niederlande geflohenen Kaiser nachtrauerten. Dass aber das Königreich Württemberg und insbesondere dessen letzter sehr beliebter Monarch der Vergangenheit angehörten, nährte die Sehnsucht nach der verloren geglaubten guten alten Zeit. Diese musste dem Schwarzmarkt, dem Schleichhandel, der Lebensmittelknappheit, der Inflation und dem „Verfall der Sitten“ in den Nachkriegsjahren weichen. Es war die Zeit von Oswald Spenglers großem Bucherfolg Der Untergang des Abendlandes. Als im Oktober 1921 der ehemalige König Wilhelm II. in Bebenhausen starb, säumten mehr als 100.000 Menschen den Weg des Trauerzugs zur Beerdigung in Ludwigsburg. Ein Jahr später wurden die königlichen Kunstsammlungen versteigert und wanderten vielfach in die devisenstarken USA. In den Jahren der Weimarer Republik tat sich eine tiefe Kluft auf zwischen einer kulturellen Avantgarde der großen Städte, in Württemberg insbesondere in Stuttgart, und der in traditionellem Denken verhafteten Bevölkerung der Kleinstädte und Dörfer in den ländlichen Gebieten. Für weite Teile der Bevölkerung spielte die Religion und besonders die Zugehörigkeit zu einer der Konfessionen immer noch eine große Rolle.

### Religion

#### Evangelische Landeskirche

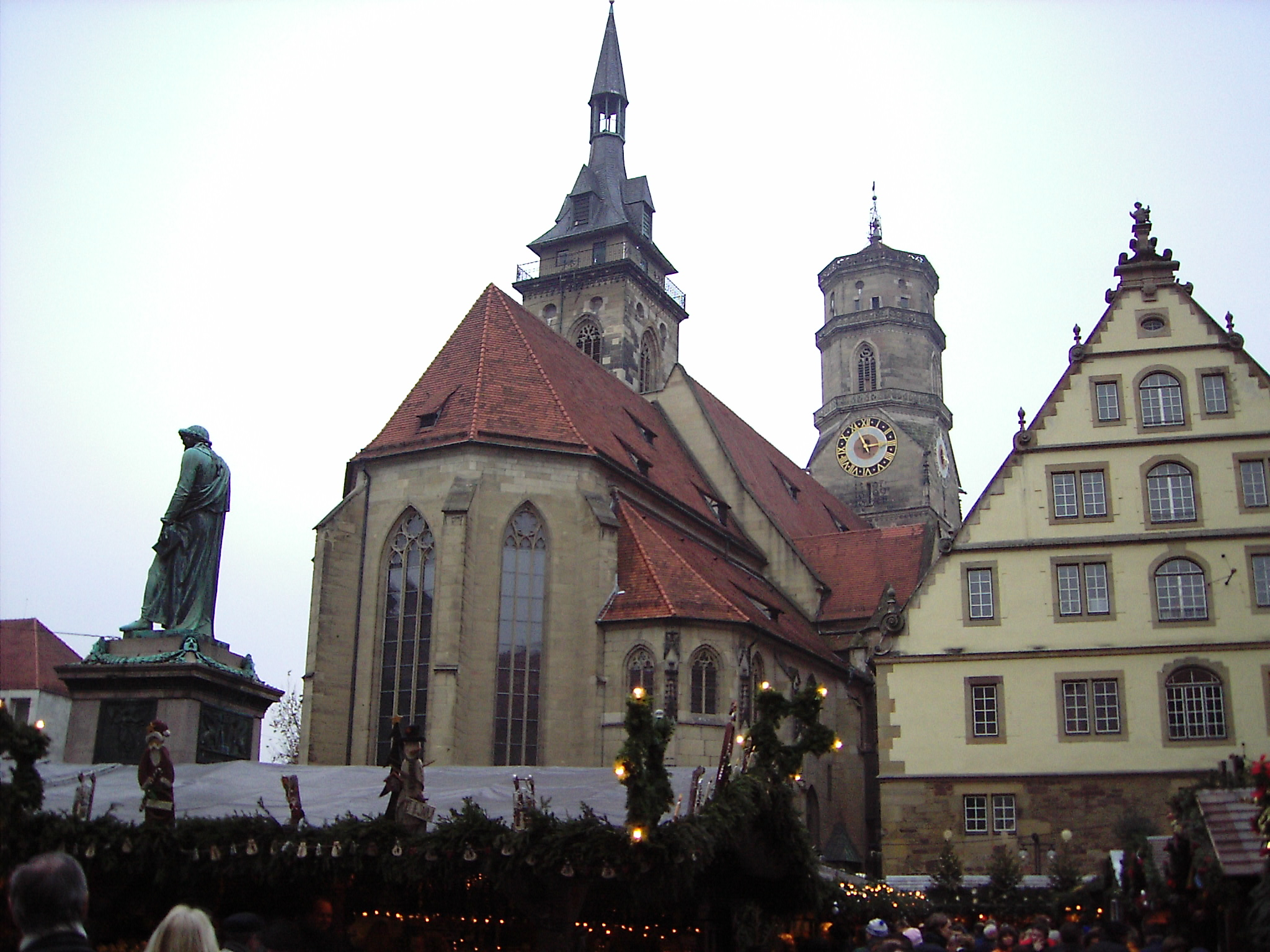
Die Stiftskirche in Stuttgart ist seit Jahrhunderten die Hauptkirche der Evangelischen Landeskirche in Württemberg

Unter dem Eindruck des verlorenen Kriegs sammelten sich viele evangelische Württemberger auf der Suche nach einer neuen Orientierung seit Pfingsten 1919 im Evangelischen Volksbund. Dessen Ziel war es, christliche Werte wieder ins allgemeine Bewusstsein zu heben und der verbreiteten Abkehr vom christlichen Glauben entgegenzuwirken. Die Frage war, wie angesichts der Schlachten des Ersten Weltkriegs von Gott gesprochen werden konnte. Im Jahre 1922 gab es bereits 225.000 Mitglieder und 738 Ortsvereine in Württemberg. Beim Evangelischen Volksbund handelte es sich um eine sehr starke Laienorganisation in Ergänzung zur offiziellen Kirche.
Im Artikel 137 sah die Weimarer Verfassung eine Trennung von Kirche und Staat vor. Das am 3. März 1924 während der Regierung Hieber verabschiedete Kirchengesetz führte diese Trennung durch. Das in Württemberg seit der Reformation bestehende enge Band zwischen dem Staat und der Evangelischen Landeskirche wurde damit als Voraussetzung für deren Selbstverfassung und Selbstverwaltung gelöst, und es trat nach dem Beschluss der Landeskirchenversammlung an die Stelle des ehemaligen Königs als Landesbischof ein Kirchenpräsident, der ab 1933 den Titel Landesbischof führte. Die evangelische Kirche war zu einer Körperschaft des öffentlichen Rechts geworden. Die beiden evangelischen Kirchenpräsidenten in der Zeit des Volksstaates Württemberg waren Johannes von Merz und Theophil Wurm. Bereits 1922 wurde die Evangelische Landeskirche in Württemberg Mitglied des Deutschen Evangelischen Kirchenbundes. In den Nachkriegsjahren gewannen die altpietistischen Gemeinschaften innerhalb der Landeskirche an Zulauf.
Den Evangelischen fehlte eine vergleichbare politische Heimat wie den Katholiken das Zentrum. Die Weimarer Republik wurde vom Protestantismus vielfach als „Staat ohne Gott“ abgelehnt und darum in Württemberg der Bürgerpartei oder dem Bauern- und Weingärtnerbund die Stimme gegeben. Der spätere Kirchenpräsident Theophil Wurm war Abgeordneter der Bürgerpartei in der Verfassunggebenden Landesversammlung. Wurm stand mit seiner sozialen, nationalen, konservativen und volkskirchlichen Einstellung stellvertretend für viele evangelische Pfarrer und Gemeindemitglieder. Der als evangelische Partei auftretende Christlich-Soziale Volksdienst wurde von Wurm auf politischer Ebene abgelehnt und konnte sich somit nicht als gesamtevangelische Partei etablieren. Ein sehr großer Teil der evangelischen Pfarrer waren Antisemiten. Eine bemerkenswerte Ausnahme war der evangelische Stadtpfarrer von Stuttgart-Heslach, Eduard Lamparter (1860–1945), der in Wort und Schrift öffentlich gegen den Antisemitismus Stellung bezog und dafür aus evangelischen Kreisen heftig angefeindet wurde. Ab Anfang der dreißiger Jahre wandten sich viele evangelische Pfarrer offen dem Nationalsozialismus zu. Wurm begrüßte 1933 zunächst die Machtergreifung Hitlers.
Im Dritten Reich blieb die Evangelische Landeskirche in Württemberg unter Landesbischof Theophil Wurm weitgehend eigenständig (vgl. intakte Kirchen) und entzog sich dem Einfluss der von den Deutschen Christen beherrschten Reichskirche unter Reichsbischof Ludwig Müller.

#### Römisch-katholische Kirche

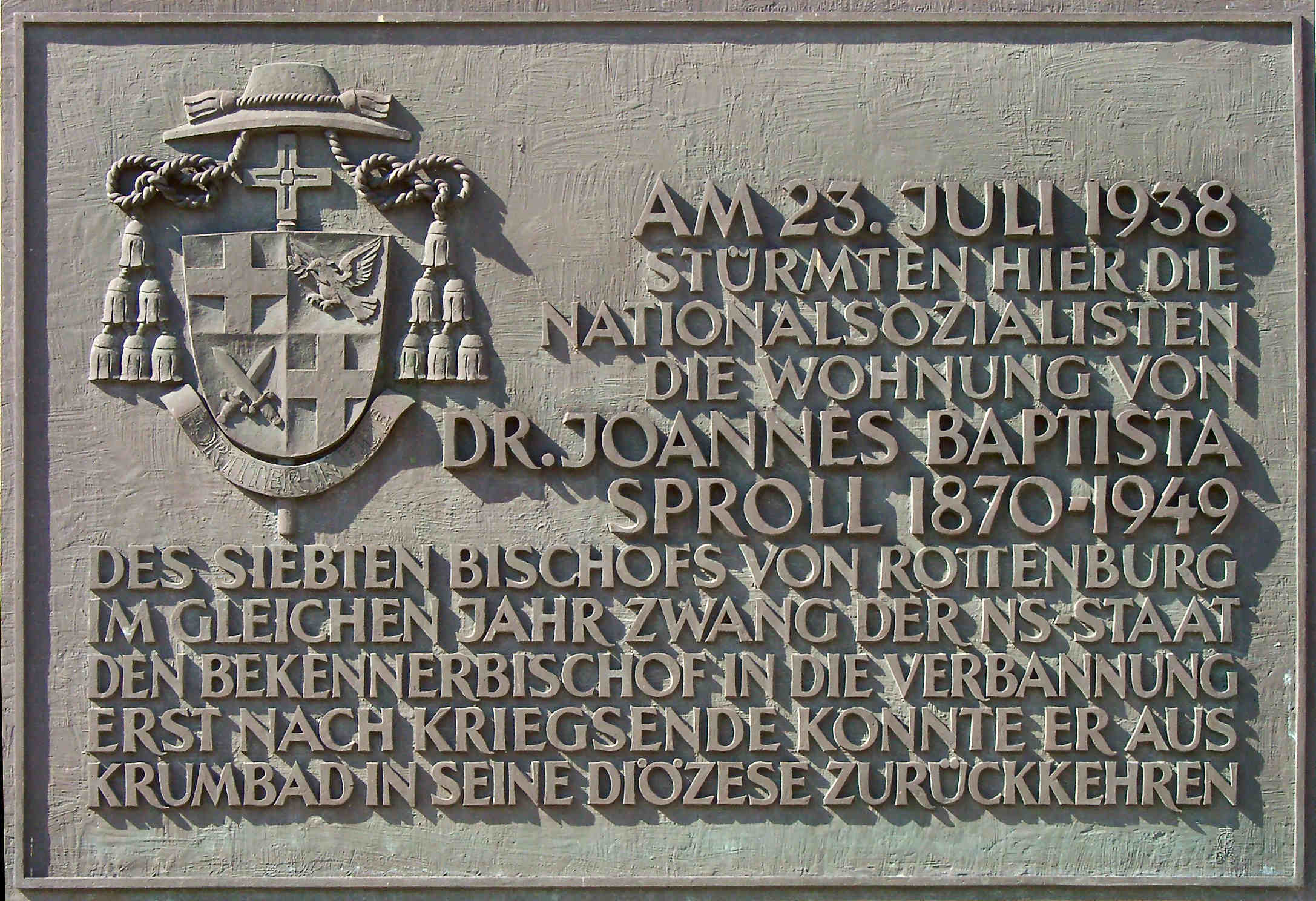
Gedenktafel an Bischof Sproll in Rottenburg

Während für die Christen in der Evangelischen Landeskirche der Untergang der Monarchie einen direkten Einfluss auf das bisherige Selbstverständnis und die Organisation ihrer Kirche hatte, erlebten die dem Bistum Rottenburg zugehörigen Katholiken die neue Zeit eher als Befreiung von noch aus königlicher Zeit bestehenden Behinderungen. Bereits seit 1918 waren in Württemberg katholische Männerorden zugelassen, wodurch in den folgenden Jahren einige Klöster neu entstehen oder wieder errichtet werden konnten, so zum Beispiel die Benediktinerabteien Neresheim (1919) und Weingarten (1922). Vom 22. bis 26. August 1925 fand der 64. Deutsche Katholikentag in Stuttgart statt, an dem der Apostolische Nuntius für Deutschland, Eugenio Pacelli, der spätere Papst Pius XII., teilnahm. In den Jahren 1920 und 1931 gab es jeweils einen sogenannten Kleinen Katholikentag in Stuttgart. Im Jahre 1928 war ein Diözesanjubiläum, da das Bistum Rottenburg sein hundertjähriges Bestehen feiern konnte. Der Rottenburger Bischof Joannes Baptista Sproll war in der NS-Zeit ein engagierter Gegner des Regimes. Er blieb 1938 der Volksabstimmung über den Anschluss Österreichs demonstrativ fern, da er zwar den Anschluss befürwortete, mit seiner Ja-Stimme jedoch nicht noch zwangsläufig seine Unterstützung für die NS-Einheitsliste der Zusammensetzung des Großdeutschen Reichstags abgeben wollte.

#### Judentum
Bedeutende jüdische Gemeinden befanden sich in Stuttgart (zirka 4600 Juden), Heilbronn (zirka 900 Juden), Ulm (zirka 570 Juden) und traditionell in Laupheim (noch zirka 250 Juden in den 1920er Jahren). Insgesamt lebten in Württemberg zirka 10.000 Juden, die sich auf Rabbinate und Religionsgemeinden verteilten und in ihrer überwiegenden Mehrzahl als Deutsche die deutsche Staatsangehörigkeit besaßen. 1932 gab es in Württemberg insgesamt 23 staatlich anerkannte jüdische Gemeinden.

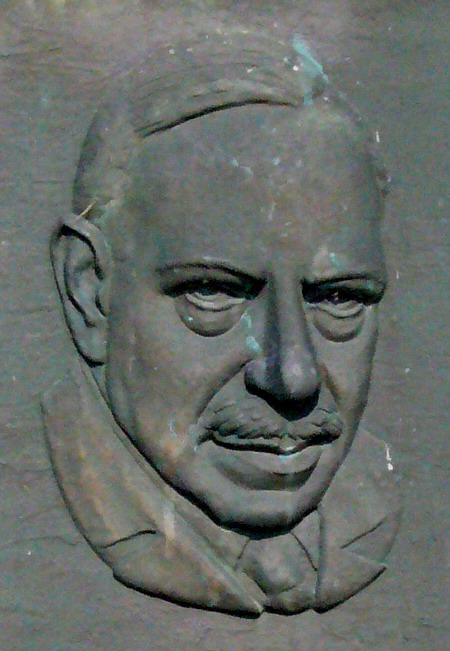
Otto Hirsch, Präsident des Oberrats der Israelitischen Religionsgemeinschaft in Württemberg

Im Jahre 1924 gaben die württembergischen Juden der Israelitischen Religionsgemeinschaft Württembergs eine neue Verfassung. Deren gesetzgebendes Organ war die Israelitische Landesversammlung. Diese wählte als Vollzugsorgan den sogenannten Oberrat. Präsidenten des israelitischen Oberrats waren Carl Nördlinger (1924 bis 1929) und Otto Hirsch (seit 1929). Der Philosoph Martin Buber beteiligte sich 1926 an der Gründung des Jüdischen Lehrhauses in Stuttgart, welches dem Beispiel des Frankfurter Freien Jüdischen Lehrhauses folgte. Vom Stuttgarter Lehrhaus gingen Impulse zu einem jüdisch-christlichen Dialog aus.
Die meisten jüdischen Familien in den Städten gehörten zum gehobenen Mittelstand und waren in religiöser Hinsicht liberal. In den ländlichen jüdischen Gemeinden, deren Mitglieder wegen der herrschenden Landflucht meist ärmer und älter als diejenigen in den Städten waren, wurde die jüdische Religion wesentlich traditioneller ausgeübt. Der Zionismus spielte in Württemberg keine große Rolle. Der Antisemitismus, den es schon immer gab, wurde in den Anfangsjahren der Republik von den Juden kaum als Gefahr wahrgenommen. Dies änderte sich erst mit der Weltwirtschaftskrise, als die Präsenz der NSDAP rasch immer stärker wurde.
In der Zeit des Nationalsozialismus ab dem Jahre 1933 begann dann die Ausgrenzung, Entrechtung, Verfolgung, Vertreibung und Ermordung der Juden. Wie im übrigen Reichsgebiet boykottierten die Nationalsozialisten zum Auftakt am 1. April 1933 jüdische Geschäfte, entließen die jüdischen Beamten und wendeten die Nürnberger Rassegesetze an. In der Pogromnacht am 9. November 1938 wurden auch in Württemberg Gewaltakte gegen die jüdische Bevölkerung verübt. Teile der jüdischen Bevölkerung, die diesen Druck und die sich verstärkenden Repressalien und weitere Einschränkungen auf ihr Leben nicht mehr ertragen und sich eine Ausreise leisten konnten, wanderten bis 1941 – als es zuletzt noch möglich war – aus. Ab Herbst 1941 begannen Deportationen in die östlichen Konzentrations- und Vernichtungslager. In insgesamt zwölf Deportationen bis 1945 wurden insgesamt etwa 2.500 Juden aus Württemberg verschleppt und fast ausnahmslos ermordet.

### Bildungswesen

#### Schulen
Bis zum Jahre 1919 war das Bildungswesen reine Ländersache. Durch die Weimarer Verfassung wurden Grundsätze für ein einheitliches Schulwesen im Deutschen Reich gegeben. Eine wichtige Bestimmung des Reichs aus dem Jahre 1920 verlangte die Einführung einer vierjährigen Grundschulpflicht für alle. Dies machte in Württemberg Anpassungen im Bereich der bisher nur drei Klassen umfassenden Elementarschulen nötig. Auch die für die Mädchen vorgesehenen Bürger- und Mittelschulen mussten die bisherigen unteren drei Klassen aufgeben und diese Ausbildungsphase den Grundschulen überlassen. Über die Einhaltung dieser Grundsätze wachte eine Reichsschulbehörde, die als Kulturabteilung beim Reichsministerium des Inneren bestand. Die Ausgestaltung der Rahmenbedingungen oblag in Württemberg dem Kultministerium in Stuttgart.
In Württemberg änderte sich mit dem Übergang von der Monarchie zur Republik ansonsten nicht viel. Zwar wurde zunächst von manchen Kreisen heftig gegen den Religionsunterricht polemisiert, aber der Evangelische Volksbund organisierte eine Unterschriftenaktion, in welcher die Eltern für die Beibehaltung des schulischen Religionsunterrichts votierten. Das Zentrum machte seine Zustimmung zum Versailler Vertrag davon abhängig, dass die Volksschulen konfessionell ausgerichtet bleiben konnten, wobei die Schulen in Württemberg schon von jeher staatliche, also nicht kirchliche, Einrichtungen waren. 1920 wurde der jeweilige Ortspfarrer als Vorsitzender des Schulrats durch den ersten Lehrer vor Ort ersetzt. Die Bezirkschulräte waren bis weit in die 1920er Jahre hinein überwiegend Theologen.
Nach der Novemberrevolution wurde in Württemberg die Anpassung des Lehrplans von 1912 für unnötig gehalten. Dieser Lehrplan war abgesehen vom Religionsunterricht für die beiden großen Bekenntnisse gleich. An den Lehrerseminaren waren weiterhin hauptsächlich Theologen tätig. Kenntnisse über die Psychologie des Kindes und des Jugendlichen wurden von diesen nicht vermittelt. Als Erziehungsmittel kam, wie an den Schulen des damaligen Europas üblich, weiterhin die Prügelstrafe zum regelmäßigen Einsatz, wobei sich die Lehrer dabei gerne des Rohrstocks bedienten. In Württemberg gab es im Gegensatz zu anderen deutschen Ländern lediglich eine siebenjährige Schulpflicht, was vielen in der Landwirtschaft tätigen Familien sehr entgegenkam, da die Kinder so möglichst bald als zusätzliche Arbeitskräfte eingesetzt werden konnten. Es gelang in den Jahren der Weimarer Republik nicht, zumindest eine achtjährige Schulpflicht in Württemberg herbeizuführen. Es blieb ein von den Oppositionsparteien SPD und DDP seit 1924 vergeblich gefordertes Reformvorhaben, obwohl sich 1920 alle Parteien darauf geeinigt hatten, die achtjährige Schulpflicht bis 1928 einzuführen. Erst während der NS-Zeit wurde durch das Reichsschulpflichtgesetz vom 6. Juli 1938 auch in Württemberg die Schulpflicht zum Schuljahr 1939/40 von sieben auf acht Jahre angehoben.
Was die politische Einstellung der Lehrer anbetraf, so kann festgestellt werden, dass besonders unter den Volksschullehrern eine ganze Reihe von Kollegien den Linksparteien (insbesondere der republiktreuen SPD, manche aber auch der radikaleren USPD beziehungsweise demokratiefeindlichen KPD) nahestanden. Da die Volksschullehrer keine gehobenen Beamten waren, litten sie unter schlechter Bezahlung und geringem Sozialprestige. An den höheren Schulen war die Gesinnung der Lehrer dagegen meist deutschnational, bei einigen zudem völkisch, und deshalb gegen die Demokratie gerichtet. Dasselbe traf auch auf die Professoren und Studenten dieser Jahre zu. Eine überwiegend konservative Gesinnung war in diesen Kreisen ganz allgemein verbreitet, was oft Antisemitismus und Ablehnung der Weimarer Republik mit einschloss. Ein prominentes Beispiel in diesem Zusammenhang war der Nationalsozialist Oswald Kroh, der von 1923 bis 1938 Professor für Erziehungswissenschaften in Tübingen war. Seine Phasenlehre der Jugendentwicklung hatte ab der zweiten Hälfte der zwanziger Jahre bedeutenden Einfluss auf die Lehrerbildung.
Erst im Jahre 1928 wurde in Württemberg ein neuer Lehrplan für die Schulen eingeführt. Besonders an den höheren Schulen wurde Wert darauf gelegt, die Schüler und Schülerinnen zu „tüchtigen deutschen Männern und Frauen“ zu erziehen. Dazu gehörte im Einzelnen die harmonische Schulung aller geistigen, seelischen und körperlichen Kräfte, die „Stählung zu pflichtbewusster Arbeit auf sittlich-religiöser Grundlage“, die Vermittlung „fester und gediegener Kenntnisse“, die Anleitung zu wissenschaftlichem Denken sowie die Pflege der „Liebe zum deutschen Vaterland und zur engeren Heimat“. Überhaupt stand die „Pflege des Deutschtums“ ganz hoch im Kurs.
Die nachfolgende Tabelle gibt einen Überblick über die Anzahl von Schulen, Lehrkräften und Schülern des Jahres 1922 in Württemberg
| Schulart      | Anzahl der Schulen                    | Anzahl der Lehrkräfte              | Anteil an allen Lehrkräften | Anzahl der Schüler   | Anteil an allen Schülern |
| ------------- | ------------------------------------- | ---------------------------------- | --------------------------- | -------------------- | ------------------------ |
| Volksschule   | 2.320 Schulen                         | 6.315 Lehrer und 1.321 Lehrerinnen | 72,5 % 15,2 %               | 361.754 Volksschüler | 94,5 %                   |
| Realschule    | 21 Realschulen und 16 Oberrealschulen | 582 Lehrkräfte                     | 6,7 %                       | 12.997 Realschüler   | 3,4 %                    |
| Realgymnasium | 13 Real- und 6 Realprogymnasien       | 211 Lehrkräfte                     | 2,4 %                       | 3.714 Schüler        | 1,0 %                    |
| Gymnasium     | 13 Gymnasien und 5 Progymnasien       | 276 Lehrkräfte                     | 3,2 %                       | 4.163 Gymnasiasten   | 1,1 %                    |

Im Schuljahr 1931/32 bestanden noch 1405 Volksschulen mit evangelischer, 892 mit katholischer und zwei mit jüdischer Konfessionsausrichtung. Nur vier Volksschulen waren in Württemberg konfessionell gemischt und wurden damit als Simultanschulen bezeichnet.
Zusätzliche Schulformen waren die 94 Elementarschulen, sechs Bürgerschulen, eine Mädchen-Oberrealschule, 16 Mädchen-Realschulen und zwei private Höhere Mädchenschulen. Zudem bestanden noch vier Lateinschulen, vier Seminare für evangelische und zwei Konvikte für katholische Theologen, zwei Lehrer- und zwei Lehrerinnenseminare. Für die Ausbildung im Bereich der Landwirtschaft existierten vier Ackerbau-, eine Gartenbau-, eine Weinbau- und 22 landwirtschaftliche Winterschulen.

#### Hochschulen
In Stuttgart bestand seit 1890 die Technische Hochschule, seit 1857 die Musikhochschule (in den Goldenen Zwanzigern unter der Leitung von Wilhelm Kempff) und außerdem die Kunstgewerbeschule. In Hohenheim gab es seit dem Jahre 1904 die Landwirtschaftliche Hochschule. Seit 1918 bestand eine Akademie der Wissenschaften in Stuttgart.
Die einzige Universität des Landes, die Eberhard Karls Universität, befand sich in Tübingen. Der Lehrkörper umfasste dort 126 Personen. Es waren im Jahre 1922 insgesamt 3.180 Studenten immatrikuliert, darunter 242 Frauen. Nachfolgend sollen exemplarisch einige Lehr- und Forschungsgebiete Tübingens in den zwanziger Jahren genannt sein. Unter der Leitung von Friedrich Paschen zum Beispiel war Tübingen seit 1901 ein Zentrum der Spektroskopie geworden, womit die experimentellen Grundlagen zur Formulierung der Quantenmechanik erforscht wurden. Auf dem Gebiet der Psychiatrie arbeiteten Professor Robert Eugen Gaupp und seine Schüler Ernst Kretschmer und Alfred Storch. Am Tübinger urgeschichtlichen Forschungsinstitut wirkten Robert Rudolf Schmidt und sein Schüler Hans Reinerth. Zwei dominante Persönlichkeiten an der evangelisch-theologischen Fakultät waren die Professoren Adolf Schlatter und Karl Heim. Durch ihre Anziehungskraft war Tübingen die bestbesuchte theologische Fakultät Deutschlands in der Zeit der Weimarer Republik geworden. An der Fakultät gab es im Jahre 1924 459 Studenten; bis zum Jahr 1933 stieg die Zahl auf 952 an. Die Universität Tübingen wurde in den zwanziger Jahren großzügig erweitert, und es entstanden neue Kliniken. 1927 konnte die Universität ihr 450-jähriges Bestehen feiern.

### Die Landeshauptstadt Stuttgart als Zentrum der Landeskultur

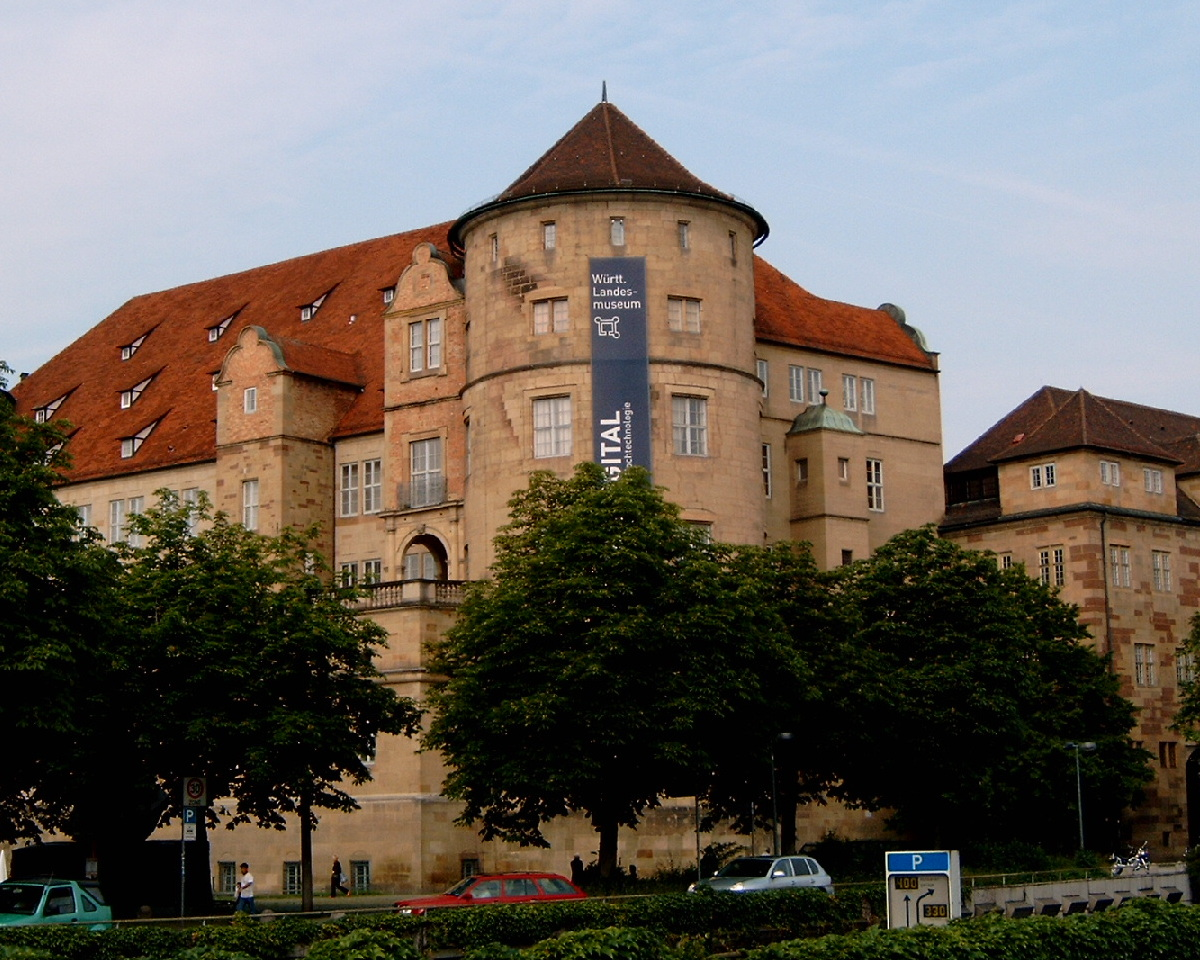
Über Weihnachten 1931 brannte das Alte Schloss in Stuttgart

Trotz der Sogwirkung der Reichshauptstadt Berlin als pulsierender Metropole Europas und ungeachtet der Zentralisierungstendenzen in der Politik konnte sich die württembergische Hauptstadt Stuttgart neben anderen Städten wie etwa Hamburg, München oder Leipzig als ein weiteres sehr bedeutendes kulturelles Zentrum im Deutschen Reich behaupten. Es gab in der württembergischen Landeshauptstadt während der 1920er Jahre eine reichhaltige Entwicklung im Bereich der Architektur und bildenden Künste sowie im Theaterleben. Schon seit dem Jahre 1900 spielte der Expressionismus eine wichtige Rolle, welcher ab 1923 der Neuen Sachlichkeit Platz machte. Berühmte Zeitgenossen kamen zu öffentlichen Vorträgen nach Stuttgart: 1919 faszinierte der österreichische Anthroposoph Rudolf Steiner mit drei Vorträgen in der Liederhalle das Publikum, 1920 kam der einstige Württemberger Albert Einstein und stellte in der Liederhalle die Relativitätstheorie vor. 1923 war Gustav Stresemann zu Gast in Stuttgart und nahm Stellung zu den Auswirkungen der Hyperinflation. Am 21. Mai 1925 konnte in Anwesenheit von Reichsaußenminister Gustav Stresemann, Staatspräsident Wilhelm Bazille und Oberbürgermeister Karl Lautenschlager der Umbau des Alten Waisenhauses am Charlottenplatz eröffnet werden, welcher der Sitz des Deutschen Auslandsinstituts (DAI) wurde. Im Jahre 1928 waren in Stuttgart öffentliche Vorträge der Professoren Wassily Kandinsky und Ferdinand Sauerbruch zu hören. 1929 hielt Albert Schweitzer eine Rede im Gustav-Siegle-Haus. Vom 21. bis 23. Mai 1929 konnte die Stadt den sogenannten Vagabundenkongress mit etwa 500 Teilnehmern auf dem Stuttgarter Killesberg nicht verhindern. Im Jahre 1930 besuchte Mahatma Gandhi Stuttgart. Von 1928 bis 1943 besaß Stuttgart im Hindenburgbau ein Großplanetarium mit jährlich etwa 100.000 Besuchern.
Vom 21. bis zum 27. Dezember 1931 brannte das Alte Schloss in Stuttgart und damit das Symbol eines halben Jahrtausends württembergischer Geschichte. Das Ereignis hat sich tief ins kollektive Gedächtnis der damals lebenden Württemberger eingegraben und zu Zeiten der Weltwirtschaftskrise wie ein böses Omen gewirkt. In der Zeit des Nationalsozialismus erreichte der Oberbürgermeister Strölin im Jahr 1936 die Benennung der Stadt Stuttgart mit dem NS-Ehrentitel „Stadt der Auslandsdeutschen“. Im Sommer 1939, kurz vor Ausbruch des Zweiten Weltkriegs, war die Reichsgartenschau in Stuttgart, aus der der Höhenpark Killesberg hervorging.

### Bildende Künste und Architektur

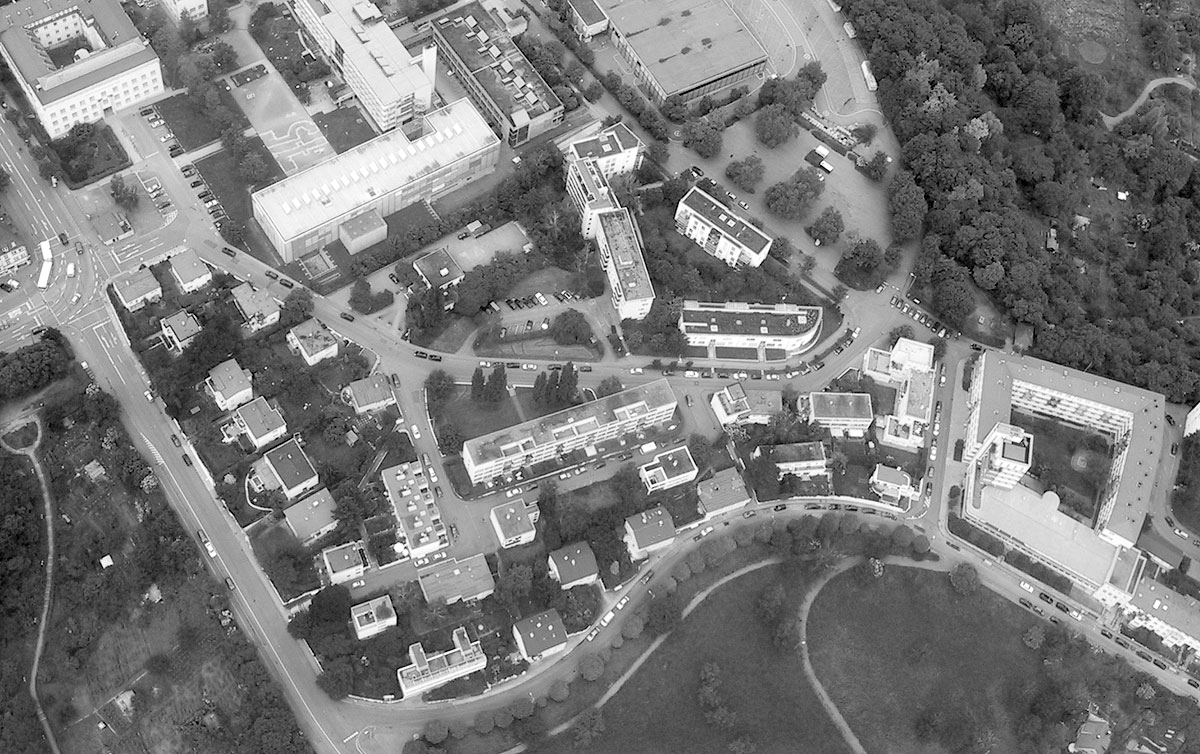
Luftbild der Weißenhofsiedlung in Stuttgart

In der Bildenden Kunst formierte sich an der Stuttgarter Akademie seit 1918 um Adolf Hölzel ein Kreis moderner Künstler. Dazu zählten neben Ida Kerkovius Mitglieder der Üecht-Gruppe, darunter Oskar Schlemmer und Willi Baumeister, zwei bedeutende Vertreter der abstrakten Malerei. 1922 erfolgte in Stuttgart die Uraufführung von Schlemmers Triadischem Ballett. 1923 bildete sich die Stuttgarter Sezession als Abspaltung vom Künstlerbund Stuttgart. Von dieser spaltete sich mit Wilhelm Geyer und Manfred Henninger 1929 die Stuttgarter Neue Sezession ab. In der Architektur standen die Vertreter der Stuttgarter Schule, zu denen Paul Bonatz und Paul Schmitthenner gehörten, unversöhnlich den Architekten der Stuttgarter Weißenhofsiedlung unter Leitung von Ludwig Mies van der Rohe gegenüber. 1928 errichtete Erich Mendelsohn das moderne Kaufhaus Schocken in der Landeshauptstadt.

### Musik, Schauspiel und literarisches Schaffen
Am Württembergischen Staatstheater war von 1918 bis 1922 Fritz Busch als Generalmusikdirektor des Württembergischen Staatsorchesters tätig. Sein Nachfolger wurde Carl Leonhardt. Unter der Intendanz von Albert Kehm gab es am Staatstheater von 1920 bis 1933 allein 50 Uraufführungen. Als Kehm es ab 1924 mit der katholisch-deutschnationalen Regierung Bazilles zu tun hatte, vermied er nach anfänglichem Streit Stücke mit religiös-kirchlichen Bezügen und beschränkte sich auf Dramen mit sozialkritischen und politischen Themen. Während der Weltwirtschaftskrise kam es zu empfindlichen Einsparungen beim Theater, und eine Schließung der Oper wurde erwogen, aber nicht durchgeführt. Im Jahre 1924 wurden die Stuttgarter Philharmoniker erstmals gegründet. 1933 wurde das Orchester geteilt. Die jüdischen und der größte Teil der ausländischen Musiker wurden entlassen. Einige Musiker traten in das Orchester des Reichssenders Stuttgart ein. Die verbliebenen Musiker bildeten nun das sogenannte Landesorchester Gau Württemberg-Hohenzollern.

Unabhängiges Theater wurde zum Beispiel von dem 1927 bis 1933 in Stuttgart lebenden Arzt und Schriftsteller Friedrich Wolf gemacht. 1929 kam sein Theaterstück Cyankali – § 218 auf die Bühne. Wolf schrieb für Agitprop-Theatergruppen und engagierte sich für die KPD. 

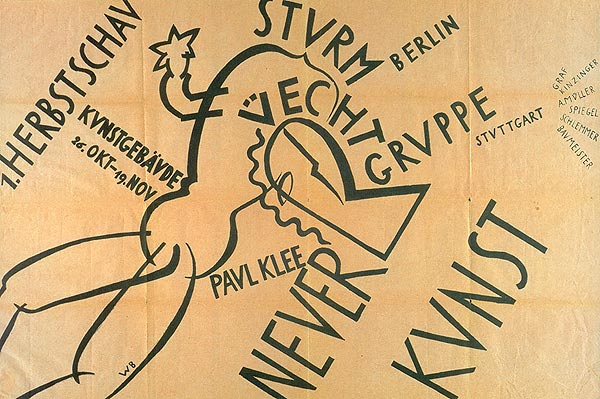
Willi Baumeister, Ausstellungsplakat, Üecht-Gruppe, Stuttgart 1919

Im Jahre 1932 begannen die beiden schwäbischen Originale Oscar Heiler und Willy Reichert mit ihren Bühnenauftritten als Häberle und Pfleiderer bekannt zu werden, wobei der Häberle von Heiler und der Pfleiderer von Reichert verkörpert wurde. Nachdem Willy Reichert 1933 die künstlerische Leitung des Friedrichsbau-Theaters übernommen hatte, trat er dort mit Oscar Heiler unzählige Male auf die Bühne.
Als bedeutende Schriftstellerinnen mit württembergischen Wurzeln wirkten Isolde Kurz und Anna Schieber. Der schwäbische Mundartdichter Otto Keller war in den zwanziger und dreißiger Jahren ein Bestsellerautor in Württemberg. Ebenfalls in jener Zeit bekannt für schwäbische Mundartdichtung wurden Schriftsteller wie August Lämmle oder Sebastian Blau. Der aus Leutkirch stammende Dr. Owlglass nahm seinen Wohnsitz zwar ab 1908 in München, blieb aber seiner Heimat Württemberg geistig verbunden. Der aus dem Baltikum kommende Schauspielkritiker Manfred Kyber wohnte zunächst in Stuttgart, ehe er sich in die württembergische Provinz nach Löwenstein zurückzog. Eine sehr erfolgreiche Kinderbuchautorin war die aus Ludwigsburg stammende Tony Schumacher. Die heute weitgehend vergessene Autorin wurde damals als das deutsche Pendant der Schweizerin Johanna Spyri gesehen.
Einer der berühmtesten zeitgenössischen Schriftsteller aus Württemberg, Hermann Hesse, lebte seit 1899 in der Schweiz, kehrte aber seiner alten Heimat nie ganz den Rücken. 1921 und 1924 kam er zum Beispiel nach Stuttgart und las in der Liederhalle. Weitere berühmte Autoren kamen ebenfalls gerne zu Lesungen in die Schwabenmetropole, so 1921 der Österreicher Franz Werfel, 1924 Thomas Mann und Gerhart Hauptmann, 1925 Arthur Schnitzler und Hugo von Hofmannsthal.
Da es das Fernsehen in den zwanziger und dreißiger Jahren noch nicht gab, spielte der Besuch von Lichtspielhäusern eine große Rolle.

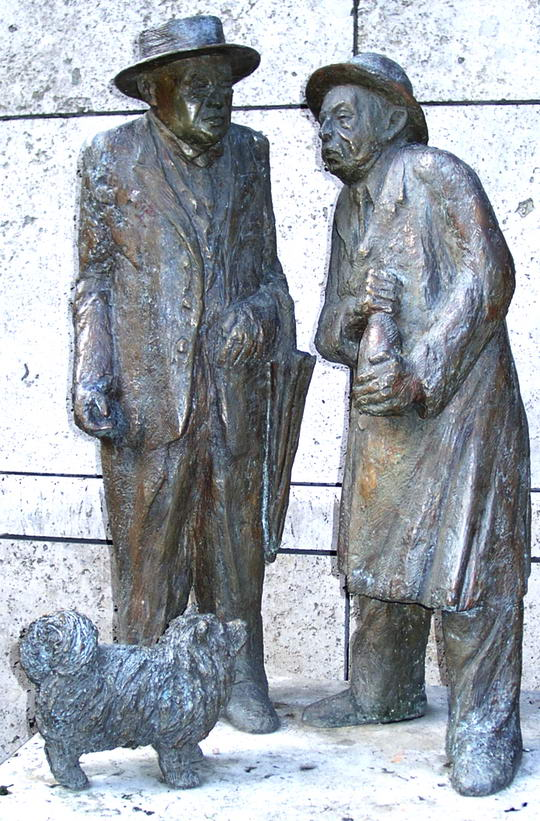
Denkmal für Oscar Heiler und Willy Reichert (rechts) als Häberle und Pfleiderer am Friedrichsbau-Theater in Stuttgart

### Der Rundfunk in Württemberg
Am 8. Mai 1924 wurde die Süddeutsche Rundfunk AG (SÜRAG) in Stuttgart in Betrieb genommen. Das Sendegebiet erstreckte sich über Württemberg und Baden. Am Anfang war die Zahl der Hörer jedoch sehr gering und beschränkt auf die Personen mit einem Interesse für diese Art der technischen Neuerung. Es bildeten sich Vereine der Rundfunkhörer, und für Personen ohne eigenes Rundfunkgerät zu Hause entstanden öffentlich zugängliche Hörstuben, zum Teil verbunden mit den lokalen Gaststätten. Am 15. Mai 1925 schloss sich der privatwirtschaftlich organisierte Sender in Stuttgart mit neun weiteren regionalen Sendegesellschaften zur Reichs-Rundfunk-Gesellschaft in Berlin zusammen, um für die Wahrnehmung gemeinsamer Interessen im ganzen Reichsgebiet gewappnet zu sein. 1927 hatte der Süddeutsche Rundfunk etwas über 46.000 ordnungsgemäß angemeldete Hörer, die für eine Gebühr von zwei Reichsmark im Monat das Programm mitverfolgen durften.
Sehr zur Verbesserung des Empfangs trug die am 21. November 1930 erfolgte Einweihung der Sendeanlage Mühlacker, des ersten deutschen Großsenders, bei. Im Jahre 1932 gab es bereits beinahe 128.000 Hörer der SÜRAG. Gesendet wurden hauptsächlich Musiksendungen, Hörspiele und Lesungen. Zudem wurden, wenn auch selten, politische Inhalte behandelt. Dies änderte sich erst in der NS-Zeit, als es zum massiven propagandistischen Missbrauch des Mediums Rundfunk kam. Der Sender in Stuttgart war nun Reichssender geworden. 1935 gab es über 250.000 Hörer in Württemberg.

### Jugendbewegungen und Sport
Ein deutlich sichtbares Phänomen der Nachkriegsjahre waren die zahllosen meist schon zur Jahrhundertwende entstandenen Jugendbewegungen wie zum Beispiel die Naturfreunde, die bündische Jugend, die Sportjugend und die kirchliche Jugend. Es wurden gemeinsame Wanderfahrten und Zeltlager organisiert, je nach Orientierung passende Kleidung oder Uniformierung getragen, alte Volkslieder gesungen und Alkohol, Nikotin und Gesellschaftstanz abgelehnt. Im pietistischen Württemberg sammelten sich engagierte junge Christen zu Schülerbibelkreisen, die aber den emanzipatorischen Geist der übrigen Jugendbewegung vermissen ließen. Im Dezember 1919 trennte sich ein Teil der im Landesverband der Bibelkreise in Württemberg organisierten Jugend, um einen mehr im Geist der übrigen Jugendbewegung stehenden Verband zu gründen, der unter der Führung Jakob Wilhelm Hauers als Köngener Bund bekannt wurde, da sich die Mitglieder im Jahr 1920 mehrfach im Schloss Köngen getroffen hatten. Im Gegensatz zum Freizeitengagement blieb die Jugend insgesamt weitgehend unpolitisch, da sie in den schon aus der Kaiserzeit überkommenen Interessenparteien der Weimarer Zeit ihre eigenen Anliegen kaum vertreten sah. Für die geburtenstarken Jahrgänge nach 1900, die auf den desolaten Arbeitsmarkt drängten, kam das Gefühl auf, in Wirtschaft und Politik nicht gebraucht zu werden.
Sport erfreute sich in der Weimarer Republik sehr großer Beliebtheit, sowohl aktiv als auch passiv, also in Form des Besuchs von Wettkampfsport-Ereignissen. In diesem Zusammenhang zu nennen sind die Sechstagerennen in der Stuttgarter Stadthalle, ebenso Boxturniere oder im Motorsport die Solituderennen.
Einen hohen Stellenwert hatte schon in den 1920er Jahren der Fußball. Bis 1930 dominierten die Stuttgarter Kickers den Fußball in Württemberg. Danach überholte der Dauerrivale VfB Stuttgart die Kickers allmählich. Eine württembergische Gauliga bestand seit 1934. Als weitere Beispiele waren in Württemberg neben den Stuttgarter Kickers und dem VfB Stuttgart noch folgende Fußballvereine der zwanziger und dreißiger Jahre von Bedeutung:
- die Union Böckingen
- der 1. Göppinger SV
- der SSV Ulm 1846
- der VfB Friedrichshafen
- die Sportvg Feuerbach
- der Stuttgarter SC
- die Sportfreunde Stuttgart
- der VfR Heilbronn
- die SpVgg Cannstatt
- der FV Zuffenhausen
- der VfL Kirchheim/Teck
- der SSV Reutlingen 05

Auf württembergischem Boden fanden bis 1945 insgesamt sechs Fußball-Länderspiele der deutschen Fußballnationalmannschaft statt. Austragungsort war jeweils Stuttgart. Das erste dieser Spiele war noch zu Zeiten des Königreichs am 26. März 1911 gegen die Schweiz und endete mit einem deutschen Sieg 6:2. Am 14. Dezember 1924 trat die deutsche Fußballnationalmannschaft erneut am Neckar gegen die Schweiz an. Diesmal reichte es nur zu einem Unentschieden 1:1. Weitere vier siegreiche Länderspiele der Deutschen in Stuttgart fanden in der NS-Zeit statt, am 27. Januar 1935 gegen die Schweiz 4:0, am 21. März 1937 gegen Frankreich 4:0, am 9. März 1941 noch einmal gegen die Schweiz 4:2 und am 1. November 1942 gegen Kroatien 5:1.
Der TC Weissenhof war bereits in den 1920er Jahren ein bedeutender Tennis-Club.
Ringen wurde zum Beispiel beim ASV Bauknecht Schorndorf, beim KSV Aalen und beim AB Aichhalden betrieben. Segelfliegen wurde auch in Württemberg modern und zuerst in Münsingen begonnen.
Im Juli 1933 fand auf dem Cannstatter Wasen das 15. Deutsche Turnfest statt. Das NS-Regime in Württemberg legte wie andernorts großen Wert auf propagandistische Großveranstaltungen. Das Deutsche Turnfest im Juli 1933 in Stuttgart war eine solche Gelegenheit, zu dem neben viel NS-Prominenz auch Hitler persönlich erschien. Das Turnfest hätte bereits im Jahre 1918 nach Stuttgart kommen sollen, fiel aber wegen des Ersten Weltkriegs aus. Der Termin des Turnfests verschob sich somit vom Gründungsjahr zum Jahr des Niedergangs des Volksstaats Württemberg. Damit geriet es zu einer Propagandaveranstaltung des NS-Regimes, das den Sport für die Wehrertüchtigung instrumentalisierte.